# Alternéo
 (octobre 2011).
Si vous disposez d'ouvrages ou d'articles de référence ou si vous connaissez des sites web de qualité traitant du thème abordé ici, merci de compléter l'article en donnant les références utiles à sa vérifiabilité et en les liant à la section « Notes et références ».

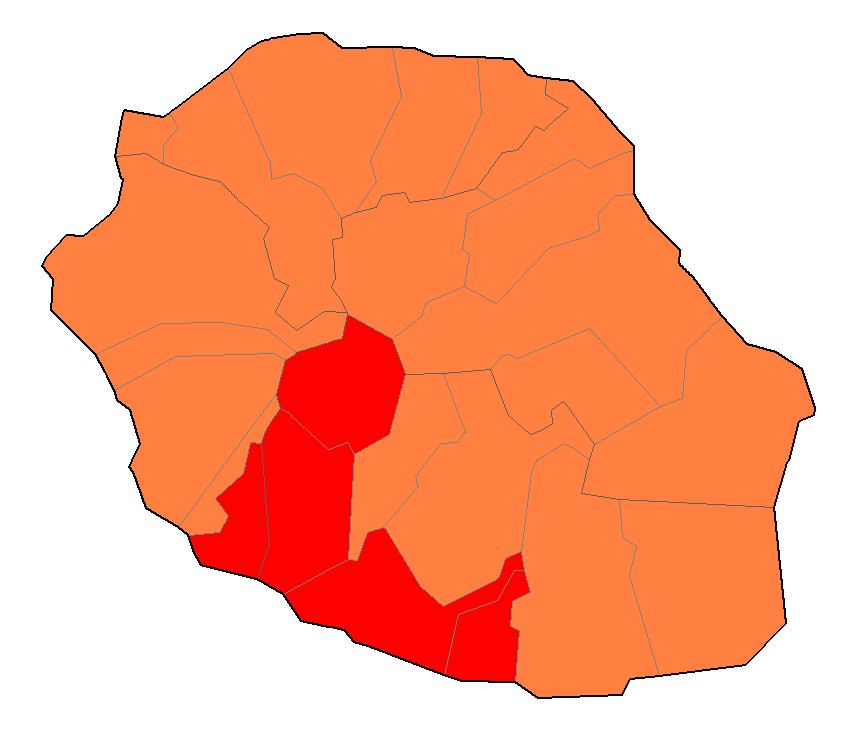
Communes de la CIVIS.

Alternéo (ex-Bus fleuri avant janvier 2010) est le réseau de bus de la Communauté intercommunale des villes solidaires (CIVIS), exploité au sud de l'île de La Réunion. Il dessert les villes de la CIVIS (Saint-Pierre, Saint-Louis, Petite-Île, Cilaos, L'Étang-Salé, et Les Avirons) ainsi que la gare routière et l'université du Tampon.

Logo Bus Fleuri (ancien nom du réseau Alternéo.

## Le réseau actuel

### Ligne Littoral
| Ligne | Caractéristiques | Caractéristiques                                                           | Caractéristiques                                                           | Caractéristiques                                                           | Caractéristiques                                                           | Caractéristiques                                                           | Caractéristiques                                                           | Caractéristiques                                                           | Caractéristiques                                                           |
| Lit1  | Littoral 1 | Littoral 1                                                                 | Littoral 1                                                                 | Littoral 1                                                                 | Littoral 1                                                                 | Littoral 1                                                                 | Littoral 1                                                                 | Littoral 1                                                                 | Littoral 1                                                                 |
| Lit1  | Etang Salé — Roche Carange ⥋ Saint-Pierre — Pôle d'Echanges Marché Couvert | Etang Salé — Roche Carange ⥋ Saint-Pierre — Pôle d'Echanges Marché Couvert | Etang Salé — Roche Carange ⥋ Saint-Pierre — Pôle d'Echanges Marché Couvert | Etang Salé — Roche Carange ⥋ Saint-Pierre — Pôle d'Echanges Marché Couvert | Etang Salé — Roche Carange ⥋ Saint-Pierre — Pôle d'Echanges Marché Couvert | Etang Salé — Roche Carange ⥋ Saint-Pierre — Pôle d'Echanges Marché Couvert | Etang Salé — Roche Carange ⥋ Saint-Pierre — Pôle d'Echanges Marché Couvert | Etang Salé — Roche Carange ⥋ Saint-Pierre — Pôle d'Echanges Marché Couvert | Etang Salé — Roche Carange ⥋ Saint-Pierre — Pôle d'Echanges Marché Couvert |
| ----- | --- | -------------------------------------------------------------------------- | -------------------------------------------------------------------------- | -------------------------------------------------------------------------- | -------------------------------------------------------------------------- | -------------------------------------------------------------------------- | -------------------------------------------------------------------------- | -------------------------------------------------------------------------- | -------------------------------------------------------------------------- |
| Lit1  | Ouverture / Fermeture — / — | Longueur —                                                                 | Durée 50 min                                                               | Nb. d’arrêts 38                                                            | Matériel Mercedes-Benz Citaro C2                                           | Jours de fonctionnement L, Ma, Me, J, V, S, D                              | Jour / Soir / Nuit / Fêtes O / N / N / O                                   | Voy. / an —                                                                | Exploitant AH-Niave / Balaya                                               |
| Lit1  | Desserte : - Villes et lieux desservis : Etang Salé (Les Bains, Les Hauts), Saint-Louis (Le Gol, centre-ville), Saint-Pierre (Pierrefonds, Ravine Blanche, centre-ville). - Gares desservies : |                                                                            |                                                                            |                                                                            |                                                                            |                                                                            |                                                                            |                                                                            |                                                                            |
| Lit1  | Autre : - Arrêts non accessibles aux UFR : — - Amplitudes horaires : La ligne fonctionne du lundi au samedi de 5h45 à 18h40 et les dimanches et jours fériés de 6h00 à 17h15. - Information importante : La ligne reliait anciennement l’Étang Salé à la Petite Île, elle a été découpée en deux tronçons afin de mieux respecter les horaires de passages aux arrêts, de nombreux retards étant dues aux embouteillages a différents endroits de la ligne. - Date de dernière mise à jour : 3 mai 2020. |                                                                            |                                                                            |                                                                            |                                                                            |                                                                            |                                                                            |                                                                            |                                                                            |
| Lit1  | Dernière actualisation : — |                                                                            |                                                                            |                                                                            |                                                                            |                                                                            |                                                                            |                                                                            |                                                                            |
| Lit2  | Littoral 2 | Littoral 2                                                                 | Littoral 2                                                                 | Littoral 2                                                                 | Littoral 2                                                                 | Littoral 2                                                                 | Littoral 2                                                                 | Littoral 2                                                                 | Littoral 2                                                                 |
| Lit2  | Saint-Louis — Gare ⥋ Petite-Île — Eglise (Collège le dimanche et jours fériés) |                                                                            |                                                                            |                                                                            |                                                                            |                                                                            |                                                                            |                                                                            |                                                                            |
| Lit2  | Ouverture / Fermeture — / — | Longueur —                                                                 | Durée 80 min                                                               | Nb. d’arrêts 58                                                            | Matériel Mercedes-Benz Citaro C2                                           | Jours de fonctionnement L, Ma, Me, J, V, S, D                              | Jour / Soir / Nuit / Fêtes O / N / N / O                                   | Voy. / an —                                                                | Exploitant SEMITTEL / Balaya / Charles Express                             |
| Lit2  | Desserte : - Villes et lieux desservis : Saint-Louis (centre-Ville), Saint-Pierre (Pierrefonds, Ravine Blanche, centre-ville, Terre Sainte, Grand Bois, Grand Anse), Petite-Île (La Croisée, centre-ville). - Gares desservies : |                                                                            |                                                                            |                                                                            |                                                                            |                                                                            |                                                                            |                                                                            |                                                                            |
| Lit2  | Autre : - Arrêts non accessibles aux UFR : — - Amplitudes horaires : La ligne fonctionne du lundi au samedi de 5h40 à 18h55 et les dimanches et jours fériés de 6h00 à 18h17. - Information importante : La ligne reliait anciennement l’Étang Salé à la Petite Île, elle a été découpée en deux tronçons afin de mieux respecter les horaires de passages aux arrêts, de nombreux retards étant dues aux embouteillages a différents endroits de la ligne. - Date de dernière mise à jour : 3 mai 2020. |                                                                            |                                                                            |                                                                            |                                                                            |                                                                            |                                                                            |                                                                            |                                                                            |
| Lit2  | Dernière actualisation : — |                                                                            |                                                                            |                                                                            |                                                                            |                                                                            |                                                                            |                                                                            |                                                                            |

### Lignes de Saint-Pierre
| Ligne | Caractéristiques | Caractéristiques                                                                                      | Caractéristiques                                                                                      | Caractéristiques                                                                                      | Caractéristiques                                                                                      | Caractéristiques                                                                                      | Caractéristiques                                                                                      | Caractéristiques                                                                                      | Caractéristiques                                                                                      |
| 1     | Saint-Pierre — Pôle d'Echanges Marché Couvert ⥋ Saint-Pierre — Eglise Ravine des Cabris | Saint-Pierre — Pôle d'Echanges Marché Couvert ⥋ Saint-Pierre — Eglise Ravine des Cabris               | Saint-Pierre — Pôle d'Echanges Marché Couvert ⥋ Saint-Pierre — Eglise Ravine des Cabris               | Saint-Pierre — Pôle d'Echanges Marché Couvert ⥋ Saint-Pierre — Eglise Ravine des Cabris               | Saint-Pierre — Pôle d'Echanges Marché Couvert ⥋ Saint-Pierre — Eglise Ravine des Cabris               | Saint-Pierre — Pôle d'Echanges Marché Couvert ⥋ Saint-Pierre — Eglise Ravine des Cabris               | Saint-Pierre — Pôle d'Echanges Marché Couvert ⥋ Saint-Pierre — Eglise Ravine des Cabris               | Saint-Pierre — Pôle d'Echanges Marché Couvert ⥋ Saint-Pierre — Eglise Ravine des Cabris               | Saint-Pierre — Pôle d'Echanges Marché Couvert ⥋ Saint-Pierre — Eglise Ravine des Cabris               |
| ----- | --- | --- | --- | --- | --- | --- | --- | --- | --- |
| 1     | Ouverture / Fermeture — / — | Longueur —                                                                                            | Durée 33 min                                                                                          | Nb. d’arrêts 31                                                                                       | Matériel Mercedes-Benz Citaro                                                                         | Jours de fonctionnement L, Ma, Me, J, V, S, D                                                         | Jour / Soir / Nuit / Fêtes O / N / N / O                                                              | Voy. / an —                                                                                           | Exploitant SEMITTEL                                                                                   |
| 1     | Desserte : - Villes et lieux desservis : Saint-Pierre (Ravine des Cabris, Ligne des Bambous, Casernes, centre-Ville). - Gares desservies : | | | | | | | | |
| 1     | Autre : - Arrêts non accessibles aux UFR : — - Amplitudes horaires : La ligne fonctionne du lundi au samedi de 5h25 à 18h50 et les dimanches et jours fériés de 6h00 à 18h20. - Particularités : La ligne est prolongée à l'IUT de Saint Pierre sur certains passages, en période scolaire. - Date de dernière mise à jour : 18 mai 2019.     | | | | | | | | |
| 1     | Dernière actualisation : — | | | | | | | | |
| 2     | Saint-Pierre — Pôle d'Echanges Marché Couvert ⥋ Le Tampon — Université du Tampon | Saint-Pierre — Pôle d'Echanges Marché Couvert ⥋ Le Tampon — Université du Tampon                      | Saint-Pierre — Pôle d'Echanges Marché Couvert ⥋ Le Tampon — Université du Tampon                      | Saint-Pierre — Pôle d'Echanges Marché Couvert ⥋ Le Tampon — Université du Tampon                      | Saint-Pierre — Pôle d'Echanges Marché Couvert ⥋ Le Tampon — Université du Tampon                      | Saint-Pierre — Pôle d'Echanges Marché Couvert ⥋ Le Tampon — Université du Tampon                      | Saint-Pierre — Pôle d'Echanges Marché Couvert ⥋ Le Tampon — Université du Tampon                      | Saint-Pierre — Pôle d'Echanges Marché Couvert ⥋ Le Tampon — Université du Tampon                      | Saint-Pierre — Pôle d'Echanges Marché Couvert ⥋ Le Tampon — Université du Tampon                      |
| 2     | Ouverture / Fermeture — / — | Longueur —                                                                                            | Durée 50/60 min                                                                                       | Nb. d’arrêts 41                                                                                       | Matériel Mercedes-Benz Citaro                                                                         | Jours de fonctionnement L, Ma, Me, J, V, S, D                                                         | Jour / Soir / Nuit / Fêtes O / N / N / O                                                              | Voy. / an —                                                                                           | Exploitant SEMITTEL                                                                                   |
| 2     | Desserte : - Villes et lieux desservis : Saint-Pierre (centre-ville, Casernes, Ligne des Bambous, Condé 400), Le Tampon (Gare, La Chatoire, Université). - Gares desservies : | | | | | | | | |
| 2     | Autre : - Arrêts non accessibles aux UFR : — - Amplitudes horaires : La ligne fonctionne du lundi au samedi de 6h00 à 19h00 et les dimanches et jours fériés de 6h10 à 18h15. - Particularités : La ligne est prolongée à l'Hôpital de Terre Sainte sur certains passages, en période scolaire. - Date de dernière mise à jour : 18 mai 2019. | | | | | | | | |
| 2     | Dernière actualisation : — | | | | | | | | |
| 3     | Saint-Pierre — Pôle d'Echanges Marché Couvert ⥋ Saint-Pierre — SIDR Ravine des Cabris | Saint-Pierre — Pôle d'Echanges Marché Couvert ⥋ Saint-Pierre — SIDR Ravine des Cabris                 | Saint-Pierre — Pôle d'Echanges Marché Couvert ⥋ Saint-Pierre — SIDR Ravine des Cabris                 | Saint-Pierre — Pôle d'Echanges Marché Couvert ⥋ Saint-Pierre — SIDR Ravine des Cabris                 | Saint-Pierre — Pôle d'Echanges Marché Couvert ⥋ Saint-Pierre — SIDR Ravine des Cabris                 | Saint-Pierre — Pôle d'Echanges Marché Couvert ⥋ Saint-Pierre — SIDR Ravine des Cabris                 | Saint-Pierre — Pôle d'Echanges Marché Couvert ⥋ Saint-Pierre — SIDR Ravine des Cabris                 | Saint-Pierre — Pôle d'Echanges Marché Couvert ⥋ Saint-Pierre — SIDR Ravine des Cabris                 | Saint-Pierre — Pôle d'Echanges Marché Couvert ⥋ Saint-Pierre — SIDR Ravine des Cabris                 |
| 3     | Ouverture / Fermeture — / — | Longueur —                                                                                            | Durée 35 min                                                                                          | Nb. d’arrêts 40                                                                                       | Matériel Mercedes-Benz CitaroHeuliez GX 327 Hybrid                                                    | Jours de fonctionnement L, Ma, Me, J, V, S, D                                                         | Jour / Soir / Nuit / Fêtes O / N / N / O                                                              | Voy. / an —                                                                                           | Exploitant SEMITTEL                                                                                   |
| 3     | Desserte : - Villes et lieux desservis : Saint-Pierre (centre-ville, ZAC Canabady, Ligne Paradis, Bois d'Olives, Ravine des Cabris). - Gares desservies : | | | | | | | | |
| 3     | Autre : - Arrêts non accessibles aux UFR : — - Amplitudes horaires : La ligne fonctionne du lundi au samedi de 5h25 à 18h50 et les dimanches et jours fériés de 6h00 à 18h20. - Particularités : La ligne est prolongée à l'Hôpital de Terre Sainte sur certains passages, en période scolaire. - Date de dernière mise à jour : 18 mai 2019. | | | | | | | | |
| 3     | Dernière actualisation : — | | | | | | | | |
| 4     | Saint-Pierre — Pôle d'Echanges Marché Couvert ⥋ Saint-Pierre — SIDR Ravine des Cabris | Saint-Pierre — Pôle d'Echanges Marché Couvert ⥋ Saint-Pierre — SIDR Ravine des Cabris                 | Saint-Pierre — Pôle d'Echanges Marché Couvert ⥋ Saint-Pierre — SIDR Ravine des Cabris                 | Saint-Pierre — Pôle d'Echanges Marché Couvert ⥋ Saint-Pierre — SIDR Ravine des Cabris                 | Saint-Pierre — Pôle d'Echanges Marché Couvert ⥋ Saint-Pierre — SIDR Ravine des Cabris                 | Saint-Pierre — Pôle d'Echanges Marché Couvert ⥋ Saint-Pierre — SIDR Ravine des Cabris                 | Saint-Pierre — Pôle d'Echanges Marché Couvert ⥋ Saint-Pierre — SIDR Ravine des Cabris                 | Saint-Pierre — Pôle d'Echanges Marché Couvert ⥋ Saint-Pierre — SIDR Ravine des Cabris                 | Saint-Pierre — Pôle d'Echanges Marché Couvert ⥋ Saint-Pierre — SIDR Ravine des Cabris                 |
| 4     | Ouverture / Fermeture — / — | Longueur —                                                                                            | Durée 50 min                                                                                          | Nb. d’arrêts 52                                                                                       | Matériel Mercedes-Benz CitaroHeuliez GX 327 Hybrid                                                    | Jours de fonctionnement L, Ma, Me, J, V, S, D                                                         | Jour / Soir / Nuit / Fêtes O / N / N / O                                                              | Voy. / an —                                                                                           | Exploitant SEMITTEL                                                                                   |
| 4     | Desserte : - Villes et lieux desservis : Saint-Pierre (centre-ville, Casernes, Basse Terre, Bois d'Olives, Ligne d'Equerre, Ravine des Cabris). - Gares desservies : | | | | | | | | |
| 4     | Autre : - Arrêts non accessibles aux UFR : — - Amplitudes horaires : La ligne fonctionne du lundi au samedi de 5h30 à 18h30 et les dimanches et jours fériés de 5h20 à 18h40. - Particularités : La ligne est prolongée à l'IUT de Saint Pierre sur certains passages, en période scolaire. - Date de dernière mise à jour : 18 mai 2019.     | | | | | | | | |
| 4     | Dernière actualisation : — | | | | | | | | |
| 5     | Saint-Pierre — Pôle d'Echanges Marché Couvert ⥋ Saint-Pierre — Ecole Maternelle des Platanes | Saint-Pierre — Pôle d'Echanges Marché Couvert ⥋ Saint-Pierre — Ecole Maternelle des Platanes          | Saint-Pierre — Pôle d'Echanges Marché Couvert ⥋ Saint-Pierre — Ecole Maternelle des Platanes          | Saint-Pierre — Pôle d'Echanges Marché Couvert ⥋ Saint-Pierre — Ecole Maternelle des Platanes          | Saint-Pierre — Pôle d'Echanges Marché Couvert ⥋ Saint-Pierre — Ecole Maternelle des Platanes          | Saint-Pierre — Pôle d'Echanges Marché Couvert ⥋ Saint-Pierre — Ecole Maternelle des Platanes          | Saint-Pierre — Pôle d'Echanges Marché Couvert ⥋ Saint-Pierre — Ecole Maternelle des Platanes          | Saint-Pierre — Pôle d'Echanges Marché Couvert ⥋ Saint-Pierre — Ecole Maternelle des Platanes          | Saint-Pierre — Pôle d'Echanges Marché Couvert ⥋ Saint-Pierre — Ecole Maternelle des Platanes          |
| 5     | Ouverture / Fermeture — / — | Longueur —                                                                                            | Durée 40 min                                                                                          | Nb. d’arrêts 44                                                                                       | Matériel Mercedes-Benz IntouroIrisbus Récréo II 10.6Iveco Bus Crossway 10.8                           | Jours de fonctionnement L, Ma, Me, J, V, S, D                                                         | Jour / Soir / Nuit / Fêtes O / N / N / O                                                              | Voy. / an —                                                                                           | Exploitant Charles Express                                                                            |
| 5     | Desserte : - Villes et lieux desservis : Saint-Pierre (centre-ville, Terre Sainte, Ravine des Cafres, Mont Vert Les Bas, Mont Vert Les Hauts). - Gares desservies : | | | | | | | | |
| 5     | Autre : - Arrêts non accessibles aux UFR : — - Amplitudes horaires : La ligne fonctionne du lundi au samedi de 6h30 à 18h30 et les dimanches et jours fériés de 5h45 à 17h45. - Particularités : - Date de dernière mise à jour : 18 mai 2019.                                                                                                | | | | | | | | |
| 5     | Dernière actualisation : — | | | | | | | | |
| 6     | Saint-Pierre — Eglise Ravine des Cabris ⥋ Saint-Pierre — Rond-Point des Bambous | Saint-Pierre — Eglise Ravine des Cabris ⥋ Saint-Pierre — Rond-Point des Bambous                       | Saint-Pierre — Eglise Ravine des Cabris ⥋ Saint-Pierre — Rond-Point des Bambous                       | Saint-Pierre — Eglise Ravine des Cabris ⥋ Saint-Pierre — Rond-Point des Bambous                       | Saint-Pierre — Eglise Ravine des Cabris ⥋ Saint-Pierre — Rond-Point des Bambous                       | Saint-Pierre — Eglise Ravine des Cabris ⥋ Saint-Pierre — Rond-Point des Bambous                       | Saint-Pierre — Eglise Ravine des Cabris ⥋ Saint-Pierre — Rond-Point des Bambous                       | Saint-Pierre — Eglise Ravine des Cabris ⥋ Saint-Pierre — Rond-Point des Bambous                       | Saint-Pierre — Eglise Ravine des Cabris ⥋ Saint-Pierre — Rond-Point des Bambous                       |
| 6     | Ouverture / Fermeture — / — | Longueur —                                                                                            | Durée 30 min                                                                                          | Nb. d’arrêts 35                                                                                       | Matériel Mercedes-Benz Sprinter                                                                       | Jours de fonctionnement L, Ma, Me, J, V, S                                                            | Jour / Soir / Nuit / Fêtes O / N / N / N                                                              | Voy. / an —                                                                                           | Exploitant SEMITTEL                                                                                   |
| 6     | Desserte : - Villes et lieux desservis : Saint-Pierre (Ravine des Cabris, Ligne des 400, Ligne des Bambous). - Gares desservies : | | | | | | | | |
| 6     | Autre : - Arrêts non accessibles aux UFR : — - Amplitudes horaires : La ligne fonctionne du lundi au samedi de 7h00 à 18h15. - Particularités : - Date de dernière mise à jour : 18 mai 2019. | | | | | | | | |
| 6     | Dernière actualisation : — | | | | | | | | |
| 7     | Saint-Pierre — Pôle d'Echanges Marché Couvert ⥋ Saint-Pierre — SIDR Ravine des Cabris | Saint-Pierre — Pôle d'Echanges Marché Couvert ⥋ Saint-Pierre — SIDR Ravine des Cabris                 | Saint-Pierre — Pôle d'Echanges Marché Couvert ⥋ Saint-Pierre — SIDR Ravine des Cabris                 | Saint-Pierre — Pôle d'Echanges Marché Couvert ⥋ Saint-Pierre — SIDR Ravine des Cabris                 | Saint-Pierre — Pôle d'Echanges Marché Couvert ⥋ Saint-Pierre — SIDR Ravine des Cabris                 | Saint-Pierre — Pôle d'Echanges Marché Couvert ⥋ Saint-Pierre — SIDR Ravine des Cabris                 | Saint-Pierre — Pôle d'Echanges Marché Couvert ⥋ Saint-Pierre — SIDR Ravine des Cabris                 | Saint-Pierre — Pôle d'Echanges Marché Couvert ⥋ Saint-Pierre — SIDR Ravine des Cabris                 | Saint-Pierre — Pôle d'Echanges Marché Couvert ⥋ Saint-Pierre — SIDR Ravine des Cabris                 |
| 7     | Ouverture / Fermeture — / — | Longueur —                                                                                            | Durée 50/55 min                                                                                       | Nb. d’arrêts 31                                                                                       | Matériel Mercedes-Benz Citaro K                                                                       | Jours de fonctionnement L, Ma, Me, J, V, S                                                            | Jour / Soir / Nuit / Fêtes O / N / N / N                                                              | Voy. / an —                                                                                           | Exploitant SEMITTEL                                                                                   |
| 7     | Desserte : - Villes et lieux desservis : Saint-Pierre (centre-ville, Ravine Blanche, Z.I no 3, Bois d'Olives, Ravine des Cabris). - Gares desservies : | | | | | | | | |
| 7     | Autre : - Arrêts non accessibles aux UFR : — - Amplitudes horaires : La ligne fonctionne du lundi au samedi de 5h55 à 18h00. - Particularités : - Date de dernière mise à jour : 18 mai 2019. | | | | | | | | |
| 7     | Dernière actualisation : — | | | | | | | | |
| 8     | Saint-Pierre — saint Augustin ⥋ Saint-Pierre — Centre Commercial Casernes | Saint-Pierre — saint Augustin ⥋ Saint-Pierre — Centre Commercial Casernes                             | Saint-Pierre — saint Augustin ⥋ Saint-Pierre — Centre Commercial Casernes                             | Saint-Pierre — saint Augustin ⥋ Saint-Pierre — Centre Commercial Casernes                             | Saint-Pierre — saint Augustin ⥋ Saint-Pierre — Centre Commercial Casernes                             | Saint-Pierre — saint Augustin ⥋ Saint-Pierre — Centre Commercial Casernes                             | Saint-Pierre — saint Augustin ⥋ Saint-Pierre — Centre Commercial Casernes                             | Saint-Pierre — saint Augustin ⥋ Saint-Pierre — Centre Commercial Casernes                             | Saint-Pierre — saint Augustin ⥋ Saint-Pierre — Centre Commercial Casernes                             |
| 8     | Ouverture / Fermeture — / — | Longueur —                                                                                            | Durée 35/40 min                                                                                       | Nb. d’arrêts 39                                                                                       | Matériel Mercedes-Benz Sprinter                                                                       | Jours de fonctionnement L, Ma, Me, J, V, S                                                            | Jour / Soir / Nuit / Fêtes O / N / N / N                                                              | Voy. / an —                                                                                           | Exploitant SEMITTEL                                                                                   |
| 8     | Desserte : - Villes et lieux desservis : Saint-Pierre (Saint Augustin, Chemin Ducasteing, Ravine des Cabris, Bois d'Olives, Ligne Paradis, Casernes). - Gares desservies : | | | | | | | | |
| 8     | Autre : - Arrêts non accessibles aux UFR : — - Amplitudes horaires : La ligne fonctionne du lundi au samedi de 7h10 à 16h32. - Particularités : Les courses en heure creuses ne circulent qu'en cas de réservation préalable. - Date de dernière mise à jour : 18 mai 2019.                                                                   | | | | | | | | |
| 8     | Dernière actualisation : — | | | | | | | | |
| 9     | (Circulaire) Saint-Pierre — Centre Commercial Casernes ⥋ via IRFA, Bassin Martin, PK3 | (Circulaire) Saint-Pierre — Centre Commercial Casernes ⥋ via IRFA, Bassin Martin, PK3                 | (Circulaire) Saint-Pierre — Centre Commercial Casernes ⥋ via IRFA, Bassin Martin, PK3                 | (Circulaire) Saint-Pierre — Centre Commercial Casernes ⥋ via IRFA, Bassin Martin, PK3                 | (Circulaire) Saint-Pierre — Centre Commercial Casernes ⥋ via IRFA, Bassin Martin, PK3                 | (Circulaire) Saint-Pierre — Centre Commercial Casernes ⥋ via IRFA, Bassin Martin, PK3                 | (Circulaire) Saint-Pierre — Centre Commercial Casernes ⥋ via IRFA, Bassin Martin, PK3                 | (Circulaire) Saint-Pierre — Centre Commercial Casernes ⥋ via IRFA, Bassin Martin, PK3                 | (Circulaire) Saint-Pierre — Centre Commercial Casernes ⥋ via IRFA, Bassin Martin, PK3                 |
| 9     | Ouverture / Fermeture — / — | Longueur —                                                                                            | Durée 50 min                                                                                          | Nb. d’arrêts 32                                                                                       | Matériel Mercedes-Benz SprinterRenault Trafic III                                                     | Jours de fonctionnement L, Ma, Me, J, V, S                                                            | Jour / Soir / Nuit / Fêtes O / N / N / N                                                              | Voy. / an —                                                                                           | Exploitant SEMITTEL                                                                                   |
| 9     | Desserte : - Villes et lieux desservis : Saint-Pierre (Casernes, Bassin Plat, Bassin Martin). - Gares desservies : | | | | | | | | |
| 9     | Autre : - Arrêts non accessibles aux UFR : — - Amplitudes horaires : La ligne fonctionne du lundi au samedi de 6h00 à 18h00. - Particularités : Les courses en heure creuses ne circulent qu'en cas de réservation préalable. - Date de dernière mise à jour : 18 mai 2019.                                                                   | | | | | | | | |
| 9     | Dernière actualisation : — | | | | | | | | |
| 10    | Saint-Pierre — Pôle d'Echanges Marché Couvert ⥋ Saint-Pierre — Chemin Bassin Plat | Saint-Pierre — Pôle d'Echanges Marché Couvert ⥋ Saint-Pierre — Chemin Bassin Plat                     | Saint-Pierre — Pôle d'Echanges Marché Couvert ⥋ Saint-Pierre — Chemin Bassin Plat                     | Saint-Pierre — Pôle d'Echanges Marché Couvert ⥋ Saint-Pierre — Chemin Bassin Plat                     | Saint-Pierre — Pôle d'Echanges Marché Couvert ⥋ Saint-Pierre — Chemin Bassin Plat                     | Saint-Pierre — Pôle d'Echanges Marché Couvert ⥋ Saint-Pierre — Chemin Bassin Plat                     | Saint-Pierre — Pôle d'Echanges Marché Couvert ⥋ Saint-Pierre — Chemin Bassin Plat                     | Saint-Pierre — Pôle d'Echanges Marché Couvert ⥋ Saint-Pierre — Chemin Bassin Plat                     | Saint-Pierre — Pôle d'Echanges Marché Couvert ⥋ Saint-Pierre — Chemin Bassin Plat                     |
| 10    | Ouverture / Fermeture — / — | Longueur —                                                                                            | Durée 40 min                                                                                          | Nb. d’arrêts 41                                                                                       | Matériel Mercedes-Benz Citaro KMercedes-Benz IntouroIveco Bus Crossway 10.8Irisbus Récréo II 10.6     | Jours de fonctionnement L, Ma, Me, J, V, S, D                                                         | Jour / Soir / Nuit / Fêtes O / N / N / O                                                              | Voy. / an —                                                                                           | Exploitant AH-Niave / Charles Express                                                                 |
| 10    | Desserte : - Villes et lieux desservis : Saint-Pierre (centre-ville, Terre Sainte, Bassin Plat, Casernes). - Gares desservies : | | | | | | | | |
| 10    | Autre : - Arrêts non accessibles aux UFR : — - Amplitudes horaires : La ligne fonctionne du lundi au samedi de 5h50 à 18h30 et les dimanches et jours fériés de 6h00 à 18h00. - Particularités : - Date de dernière mise à jour : 18 mai 2019.                                                                                                | | | | | | | | |
| 10    | Dernière actualisation : — | | | | | | | | |
| 11    | Saint-Pierre — Ravine Blanche ⥋ Saint-Pierre — Grand Anse | Saint-Pierre — Ravine Blanche ⥋ Saint-Pierre — Grand Anse                                             | Saint-Pierre — Ravine Blanche ⥋ Saint-Pierre — Grand Anse                                             | Saint-Pierre — Ravine Blanche ⥋ Saint-Pierre — Grand Anse                                             | Saint-Pierre — Ravine Blanche ⥋ Saint-Pierre — Grand Anse                                             | Saint-Pierre — Ravine Blanche ⥋ Saint-Pierre — Grand Anse                                             | Saint-Pierre — Ravine Blanche ⥋ Saint-Pierre — Grand Anse                                             | Saint-Pierre — Ravine Blanche ⥋ Saint-Pierre — Grand Anse                                             | Saint-Pierre — Ravine Blanche ⥋ Saint-Pierre — Grand Anse                                             |
| 11    | Ouverture / Fermeture — / — | Longueur —                                                                                            | Durée 40 min                                                                                          | Nb. d’arrêts 40                                                                                       | Matériel Mercedes-Benz CitaroMercedes-Benz Citaro KMercedes-Benz Intouro                              | Jours de fonctionnement L, Ma, Me, J, V, S                                                            | Jour / Soir / Nuit / Fêtes O / N / N / N                                                              | Voy. / an —                                                                                           | Exploitant SEMITTEL                                                                                   |
| 11    | Desserte : - Villes et lieux desservis : Saint-Pierre (Ravine Blanche, centre-ville, Terre Sainte, Ravine des Cafres, Grand Bois, Grand Anse). - Gares desservies : | | | | | | | | |
| 11    | Autre : - Arrêts non accessibles aux UFR : — - Amplitudes horaires : La ligne fonctionne du lundi au samedi de 5h30 à 18h50. - Particularités : - Date de dernière mise à jour : 18 mai 2019. | | | | | | | | |
| 11    | Dernière actualisation : — | | | | | | | | |
| 12    | Saint-Pierre — Pôle d'Echanges Marché Couvert ⥋ Saint-Pierre — Chemin des Remparts | Saint-Pierre — Pôle d'Echanges Marché Couvert ⥋ Saint-Pierre — Chemin des Remparts                    | Saint-Pierre — Pôle d'Echanges Marché Couvert ⥋ Saint-Pierre — Chemin des Remparts                    | Saint-Pierre — Pôle d'Echanges Marché Couvert ⥋ Saint-Pierre — Chemin des Remparts                    | Saint-Pierre — Pôle d'Echanges Marché Couvert ⥋ Saint-Pierre — Chemin des Remparts                    | Saint-Pierre — Pôle d'Echanges Marché Couvert ⥋ Saint-Pierre — Chemin des Remparts                    | Saint-Pierre — Pôle d'Echanges Marché Couvert ⥋ Saint-Pierre — Chemin des Remparts                    | Saint-Pierre — Pôle d'Echanges Marché Couvert ⥋ Saint-Pierre — Chemin des Remparts                    | Saint-Pierre — Pôle d'Echanges Marché Couvert ⥋ Saint-Pierre — Chemin des Remparts                    |
| 12    | Ouverture / Fermeture — / — | Longueur —                                                                                            | Durée 55/60 min                                                                                       | Nb. d’arrêts 42                                                                                       | Matériel Irisbus Récréo II 10.6                                                                       | Jours de fonctionnement L, Ma, Me, J, V, S                                                            | Jour / Soir / Nuit / Fêtes O / N / N / N                                                              | Voy. / an —                                                                                           | Exploitant Charles Express                                                                            |
| 12    | Desserte : - Villes et lieux desservis : Saint-Pierre (centre-ville, Terre Sainte, Terre Rouge, Boissy Les Hauts, Mont Vert). - Gares desservies : | | | | | | | | |
| 12    | Autre : - Arrêts non accessibles aux UFR : — - Amplitudes horaires : La ligne fonctionne du lundi au samedi de 6h30 à 18h00. - Particularités : - Date de dernière mise à jour : 18 mai 2019. | | | | | | | | |
| 12    | Dernière actualisation : — | | | | | | | | |
| 13    | Saint-Louis — Gare ⥋ Saint-Pierre — SIDR Ravine des Cabris | Saint-Louis — Gare ⥋ Saint-Pierre — SIDR Ravine des Cabris                                            | Saint-Louis — Gare ⥋ Saint-Pierre — SIDR Ravine des Cabris                                            | Saint-Louis — Gare ⥋ Saint-Pierre — SIDR Ravine des Cabris                                            | Saint-Louis — Gare ⥋ Saint-Pierre — SIDR Ravine des Cabris                                            | Saint-Louis — Gare ⥋ Saint-Pierre — SIDR Ravine des Cabris                                            | Saint-Louis — Gare ⥋ Saint-Pierre — SIDR Ravine des Cabris                                            | Saint-Louis — Gare ⥋ Saint-Pierre — SIDR Ravine des Cabris                                            | Saint-Louis — Gare ⥋ Saint-Pierre — SIDR Ravine des Cabris                                            |
| 13    | Ouverture / Fermeture — / — | Longueur —                                                                                            | Durée 25-30 min                                                                                       | Nb. d’arrêts 29                                                                                       | Matériel Mercedes-Benz CitaroMercedes-Benz Citaro K                                                   | Jours de fonctionnement L, Ma, Me, J, V, S, D                                                         | Jour / Soir / Nuit / Fêtes O / N / N / O                                                              | Voy. / an —                                                                                           | Exploitant SEMITTEL                                                                                   |
| 13    | Desserte : - Villes et lieux desservis : Saint-Louis (centre-ville), Saint-Pierre (Pierrefonds, Bois d'Olives, Ravine des Cabris). - Gares desservies : | | | | | | | | |
| 13    | Autre : - Arrêts non accessibles aux UFR : — - Amplitudes horaires : La ligne fonctionne du lundi au dimanche, ainsi que les jours fériés de 6h10 à 18h10. - Particularités : Un renfort existe, en période scolaire. - Date de dernière mise à jour : 18 mai 2019.                                                                           | | | | | | | | |
| 13    | Dernière actualisation : — | | | | | | | | |
| 13A   | Saint-Louis — Gare ⥋ Saint-Pierre — SIDR Ravine des Cabris | Saint-Louis — Gare ⥋ Saint-Pierre — SIDR Ravine des Cabris                                            | Saint-Louis — Gare ⥋ Saint-Pierre — SIDR Ravine des Cabris                                            | Saint-Louis — Gare ⥋ Saint-Pierre — SIDR Ravine des Cabris                                            | Saint-Louis — Gare ⥋ Saint-Pierre — SIDR Ravine des Cabris                                            | Saint-Louis — Gare ⥋ Saint-Pierre — SIDR Ravine des Cabris                                            | Saint-Louis — Gare ⥋ Saint-Pierre — SIDR Ravine des Cabris                                            | Saint-Louis — Gare ⥋ Saint-Pierre — SIDR Ravine des Cabris                                            | Saint-Louis — Gare ⥋ Saint-Pierre — SIDR Ravine des Cabris                                            |
| 13A   | Ouverture / Fermeture — / — | Longueur —                                                                                            | Durée 25-30 min                                                                                       | Nb. d’arrêts 22                                                                                       | Matériel Mercedes-Benz CitaroMercedes-Benz Citaro KMercedes-Benz Intouro                              | Jours de fonctionnement L, Ma, Me, J, V, S, D                                                         | Jour / Soir / Nuit / Fêtes O / N / N / O                                                              | Voy. / an —                                                                                           | Exploitant SEMITTEL                                                                                   |
| 13A   | Desserte : - Villes et lieux desservis : Saint-Louis (centre-ville), Saint-Pierre (Pierrefonds, Bois d'Olives, Ravine des Cabris). - Gares desservies : | | | | | | | | |
| 13A   | Autre : - Arrêts non accessibles aux UFR : — - Amplitudes horaires : La ligne fonctionne du lundi au samedi de 6h25 à 18h55 et les dimanches et jours fériés de 7h40 à 17h30. - Particularités : - Date de dernière mise à jour : 18 mai 2019.                                                                                                | | | | | | | | |
| 13A   | Dernière actualisation : — | | | | | | | | |
| 14    | Saint-Pierre — Pôle D'échange Marché Couvert ⥋ Saint-Pierre — Centre Commercial Casernes | Saint-Pierre — Pôle D'échange Marché Couvert ⥋ Saint-Pierre — Centre Commercial Casernes              | Saint-Pierre — Pôle D'échange Marché Couvert ⥋ Saint-Pierre — Centre Commercial Casernes              | Saint-Pierre — Pôle D'échange Marché Couvert ⥋ Saint-Pierre — Centre Commercial Casernes              | Saint-Pierre — Pôle D'échange Marché Couvert ⥋ Saint-Pierre — Centre Commercial Casernes              | Saint-Pierre — Pôle D'échange Marché Couvert ⥋ Saint-Pierre — Centre Commercial Casernes              | Saint-Pierre — Pôle D'échange Marché Couvert ⥋ Saint-Pierre — Centre Commercial Casernes              | Saint-Pierre — Pôle D'échange Marché Couvert ⥋ Saint-Pierre — Centre Commercial Casernes              | Saint-Pierre — Pôle D'échange Marché Couvert ⥋ Saint-Pierre — Centre Commercial Casernes              |
| 14    | Ouverture / Fermeture Août 2021 / — | Longueur —                                                                                            | Durée 15 min                                                                                          | Nb. d’arrêts 18                                                                                       | Matériel Mercedes-Benz CitaroMercedes-Benz Citaro K                                                   | Jours de fonctionnement L, Ma, Me, J, V, S, D                                                         | Jour / Soir / Nuit / Fêtes O / N / N / O                                                              | Voy. / an —                                                                                           | Exploitant SEMITTEL                                                                                   |
| 14    | Desserte : - Villes et lieux desservis : Saint-Pierre (Centre VIlle, JoliFond, Basse Terre). - Gares desservies : | | | | | | | | |
| 14    | Autre : - Arrêts non accessibles aux UFR : — - Particularités : - Date de dernière mise à jour : 11 janvier 2022. | | | | | | | | |
| 14    | Dernière actualisation : — | | | | | | | | |
| 15    | Saint-Pierre — Pôle d'Echanges Marché Couvert ⥋ Petite-Île — Anse les Hauts | Saint-Pierre — Pôle d'Echanges Marché Couvert ⥋ Petite-Île — Anse les Hauts                           | Saint-Pierre — Pôle d'Echanges Marché Couvert ⥋ Petite-Île — Anse les Hauts                           | Saint-Pierre — Pôle d'Echanges Marché Couvert ⥋ Petite-Île — Anse les Hauts                           | Saint-Pierre — Pôle d'Echanges Marché Couvert ⥋ Petite-Île — Anse les Hauts                           | Saint-Pierre — Pôle d'Echanges Marché Couvert ⥋ Petite-Île — Anse les Hauts                           | Saint-Pierre — Pôle d'Echanges Marché Couvert ⥋ Petite-Île — Anse les Hauts                           | Saint-Pierre — Pôle d'Echanges Marché Couvert ⥋ Petite-Île — Anse les Hauts                           | Saint-Pierre — Pôle d'Echanges Marché Couvert ⥋ Petite-Île — Anse les Hauts                           |
| 15    | Ouverture / Fermeture — / — | Longueur —                                                                                            | Durée 40 min                                                                                          | Nb. d’arrêts 36                                                                                       | Matériel Iveco Bus Crossway 10.8Irisbus Récréo II 10.6                                                | Jours de fonctionnement L, Ma, Me, J, V, S, D                                                         | Jour / Soir / Nuit / Fêtes O / N / N / O                                                              | Voy. / an —                                                                                           | Exploitant Charles Express                                                                            |
| 15    | Desserte : - Villes et lieux desservis : Saint-Pierre (centre-ville, Terre Sainte, Ravine des Cafres, Mont Vert Les Bas), Petite-Île (Anse les Hauts). - Gares desservies : | | | | | | | | |
| 15    | Autre : - Arrêts non accessibles aux UFR : — - Amplitudes horaires : La ligne fonctionne du lundi au samedi de 7h20 à 17h20 et les dimanches et jours fériés de 7h25 à 17h15. - Particularités : - Date de dernière mise à jour : 18 mai 2019.                                                                                                | | | | | | | | |
| 15    | Dernière actualisation : — | | | | | | | | |
| KV1   | (Circulaire) Saint-Pierre — ZAC Canabady ⥋ via JoliFond, Centre Ville, Pôle d'Echanges Marché Couvert | (Circulaire) Saint-Pierre — ZAC Canabady ⥋ via JoliFond, Centre Ville, Pôle d'Echanges Marché Couvert | (Circulaire) Saint-Pierre — ZAC Canabady ⥋ via JoliFond, Centre Ville, Pôle d'Echanges Marché Couvert | (Circulaire) Saint-Pierre — ZAC Canabady ⥋ via JoliFond, Centre Ville, Pôle d'Echanges Marché Couvert | (Circulaire) Saint-Pierre — ZAC Canabady ⥋ via JoliFond, Centre Ville, Pôle d'Echanges Marché Couvert | (Circulaire) Saint-Pierre — ZAC Canabady ⥋ via JoliFond, Centre Ville, Pôle d'Echanges Marché Couvert | (Circulaire) Saint-Pierre — ZAC Canabady ⥋ via JoliFond, Centre Ville, Pôle d'Echanges Marché Couvert | (Circulaire) Saint-Pierre — ZAC Canabady ⥋ via JoliFond, Centre Ville, Pôle d'Echanges Marché Couvert | (Circulaire) Saint-Pierre — ZAC Canabady ⥋ via JoliFond, Centre Ville, Pôle d'Echanges Marché Couvert |
| KV1   | Ouverture / Fermeture — / — | Longueur —                                                                                            | Durée 33/35 min                                                                                       | Nb. d’arrêts 34                                                                                       | Matériel Bluebus 22Mercedes-Benz Sprinter                                                             | Jours de fonctionnement L, Ma, Me, J, V, S                                                            | Jour / Soir / Nuit / Fêtes O / N / N / N                                                              | Voy. / an —                                                                                           | Exploitant SEMITTEL                                                                                   |
| KV1   | Desserte : - Villes et lieux desservis : Saint-Pierre (ZAC Canabady, JoliFond, centre-ville, ZAC Canabady). - Gares desservies : | | | | | | | | |
| KV1   | Autre : - Arrêts non accessibles aux UFR : — - Amplitudes horaires : La ligne fonctionne du lundi au samedi de 6h30 à 18h50. - Particularités : - Date de dernière mise à jour : 18 mai 2019. | | | | | | | | |
| KV1   | Dernière actualisation : — | | | | | | | | |
| KV2   | (Circulaire) Saint-Pierre — Ravine blanche ⥋ via Terre Sainte, Pôle d'Echanges Marché Couvert | (Circulaire) Saint-Pierre — Ravine blanche ⥋ via Terre Sainte, Pôle d'Echanges Marché Couvert         | (Circulaire) Saint-Pierre — Ravine blanche ⥋ via Terre Sainte, Pôle d'Echanges Marché Couvert         | (Circulaire) Saint-Pierre — Ravine blanche ⥋ via Terre Sainte, Pôle d'Echanges Marché Couvert         | (Circulaire) Saint-Pierre — Ravine blanche ⥋ via Terre Sainte, Pôle d'Echanges Marché Couvert         | (Circulaire) Saint-Pierre — Ravine blanche ⥋ via Terre Sainte, Pôle d'Echanges Marché Couvert         | (Circulaire) Saint-Pierre — Ravine blanche ⥋ via Terre Sainte, Pôle d'Echanges Marché Couvert         | (Circulaire) Saint-Pierre — Ravine blanche ⥋ via Terre Sainte, Pôle d'Echanges Marché Couvert         | (Circulaire) Saint-Pierre — Ravine blanche ⥋ via Terre Sainte, Pôle d'Echanges Marché Couvert         |
| KV2   | Ouverture / Fermeture — / — | Longueur —                                                                                            | Durée 50/60 min                                                                                       | Nb. d’arrêts 47                                                                                       | Matériel Bluebus 22Mercedes-Benz Sprinter                                                             | Jours de fonctionnement L, Ma, Me, J, V, S                                                            | Jour / Soir / Nuit / Fêtes O / N / N / N                                                              | Voy. / an —                                                                                           | Exploitant SEMITTEL                                                                                   |
| KV2   | Desserte : - Villes et lieux desservis : Saint-Pierre (Ravine Blanche, centre-ville, Terre Sainte). - Gares desservies : | | | | | | | | |
| KV2   | Autre : - Arrêts non accessibles aux UFR : — - Amplitudes horaires : La ligne fonctionne du lundi au samedi de 6h30 à 18h50. - Particularités : - Date de dernière mise à jour : 18 mai 2019. | | | | | | | | |
| KV2   | Dernière actualisation : — | | | | | | | | |

### Lignes de St Louis
| Ligne | Caractéristiques | Caractéristiques                                                                                       | Caractéristiques                                                                                       | Caractéristiques                                                                                       | Caractéristiques                                                                                       | Caractéristiques                                                                                       | Caractéristiques                                                                                       | Caractéristiques                                                                                       | Caractéristiques                                                                                       |
| 21    | Saint-Louis — Gare ⥋ Saint-Louis — Collège Hegésippe Hoarau | Saint-Louis — Gare ⥋ Saint-Louis — Collège Hegésippe Hoarau                                            | Saint-Louis — Gare ⥋ Saint-Louis — Collège Hegésippe Hoarau                                            | Saint-Louis — Gare ⥋ Saint-Louis — Collège Hegésippe Hoarau                                            | Saint-Louis — Gare ⥋ Saint-Louis — Collège Hegésippe Hoarau                                            | Saint-Louis — Gare ⥋ Saint-Louis — Collège Hegésippe Hoarau                                            | Saint-Louis — Gare ⥋ Saint-Louis — Collège Hegésippe Hoarau                                            | Saint-Louis — Gare ⥋ Saint-Louis — Collège Hegésippe Hoarau                                            | Saint-Louis — Gare ⥋ Saint-Louis — Collège Hegésippe Hoarau                                            |
| ----- | --- | --- | --- | --- | --- | --- | --- | --- | --- |
| 21    | Ouverture / Fermeture — / — | Longueur —                                                                                             | Durée 37/40 min                                                                                        | Nb. d’arrêts 36                                                                                        | Matériel Mercedes-Benz Citaro                                                                          | Jours de fonctionnement L, Ma, Me, J, V, S, D                                                          | Jour / Soir / Nuit / Fêtes O / N / N / O                                                               | Voy. / an —                                                                                            | Exploitant SEMITTEL / Mooland                                                                          |
| 21    | Desserte : - Villes et lieux desservis : Saint-Louis (centre-ville, La Palissade, La Rivière). - Gares desservies : | | | | | | | | |
| 21    | Autre : - Arrêts non accessibles aux UFR : — - Amplitudes horaires : La ligne fonctionne du lundi au samedi de 5h20 à 19h20 et les dimanches et jours fériés de 6h00 à 18h40. - Particularités : La ligne possède des renforts en période scolaire. - Date de dernière mise à jour : 18 mai 2019.                                                                                  | | | | | | | | |
| 21    | Dernière actualisation : — | | | | | | | | |
| 22    | Saint-Louis — Gare ⥋ Saint-Louis — Collège Hegésippe Hoarau | Saint-Louis — Gare ⥋ Saint-Louis — Collège Hegésippe Hoarau                                            | Saint-Louis — Gare ⥋ Saint-Louis — Collège Hegésippe Hoarau                                            | Saint-Louis — Gare ⥋ Saint-Louis — Collège Hegésippe Hoarau                                            | Saint-Louis — Gare ⥋ Saint-Louis — Collège Hegésippe Hoarau                                            | Saint-Louis — Gare ⥋ Saint-Louis — Collège Hegésippe Hoarau                                            | Saint-Louis — Gare ⥋ Saint-Louis — Collège Hegésippe Hoarau                                            | Saint-Louis — Gare ⥋ Saint-Louis — Collège Hegésippe Hoarau                                            | Saint-Louis — Gare ⥋ Saint-Louis — Collège Hegésippe Hoarau                                            |
| 22    | Ouverture / Fermeture — / — | Longueur —                                                                                             | Durée 35 min                                                                                           | Nb. d’arrêts 36                                                                                        | Matériel Mercedes-Benz Citaro                                                                          | Jours de fonctionnement L, Ma, Me, J, V, S, D                                                          | Jour / Soir / Nuit / Fêtes O / N / N / O                                                               | Voy. / an —                                                                                            | Exploitant SEMITTEL / Mooland                                                                          |
| 22    | Desserte : - Villes et lieux desservis : Saint-Louis (centre-ville, La Palissade, Le Ouaki, La Rivière). - Gares desservies : | | | | | | | | |
| 22    | Autre : - Arrêts non accessibles aux UFR : — - Amplitudes horaires : La ligne fonctionne du lundi au samedi de 5h50 à 18h05 et les dimanches et jours fériés de 6h00 à 18h40. - Particularités : La ligne possède des renforts en période scolaire. - Date de dernière mise à jour : 18 mai 2019.                                                                                  | | | | | | | | |
| 22    | Dernière actualisation : — | | | | | | | | |
| 23    | Saint-Louis — Gare ⥋ Saint-Louis — Collège Jean Lafosse | Saint-Louis — Gare ⥋ Saint-Louis — Collège Jean Lafosse                                                | Saint-Louis — Gare ⥋ Saint-Louis — Collège Jean Lafosse                                                | Saint-Louis — Gare ⥋ Saint-Louis — Collège Jean Lafosse                                                | Saint-Louis — Gare ⥋ Saint-Louis — Collège Jean Lafosse                                                | Saint-Louis — Gare ⥋ Saint-Louis — Collège Jean Lafosse                                                | Saint-Louis — Gare ⥋ Saint-Louis — Collège Jean Lafosse                                                | Saint-Louis — Gare ⥋ Saint-Louis — Collège Jean Lafosse                                                | Saint-Louis — Gare ⥋ Saint-Louis — Collège Jean Lafosse                                                |
| 23    | Ouverture / Fermeture — / — | Longueur —                                                                                             | Durée 25 min                                                                                           | Nb. d’arrêts 28                                                                                        | Matériel Mercedes-Benz Citaro K                                                                        | Jours de fonctionnement L, Ma, Me, J, V, S, D                                                          | Jour / Soir / Nuit / Fêtes O / N / N / O                                                               | Voy. / an —                                                                                            | Exploitant Mooland                                                                                     |
| 23    | Desserte : - Villes et lieux desservis : Saint-Louis (centre-ville, Bel Air, Le Gol). - Gares desservies : | | | | | | | | |
| 23    | Autre : - Arrêts non accessibles aux UFR : — - Amplitudes horaires : La ligne fonctionne du lundi au samedi de 5h30 à 18h30 et les dimanches et jours fériés de 6h00 à 18h00. - Particularités : La ligne dessert l'Etang Bel uniquement en période scolaire. - Date de dernière mise à jour : 18 mai 2019.                                                                        | | | | | | | | |
| 23    | Dernière actualisation : — | | | | | | | | |
| 24    | Saint-Louis — Gare ⥋ Saint-Louis — Les Makes | Saint-Louis — Gare ⥋ Saint-Louis — Les Makes                                                           | Saint-Louis — Gare ⥋ Saint-Louis — Les Makes                                                           | Saint-Louis — Gare ⥋ Saint-Louis — Les Makes                                                           | Saint-Louis — Gare ⥋ Saint-Louis — Les Makes                                                           | Saint-Louis — Gare ⥋ Saint-Louis — Les Makes                                                           | Saint-Louis — Gare ⥋ Saint-Louis — Les Makes                                                           | Saint-Louis — Gare ⥋ Saint-Louis — Les Makes                                                           | Saint-Louis — Gare ⥋ Saint-Louis — Les Makes                                                           |
| 24    | Ouverture / Fermeture — / — | Longueur —                                                                                             | Durée 45 min                                                                                           | Nb. d’arrêts 36                                                                                        | Matériel Mercedes-Benz Citaro K                                                                        | Jours de fonctionnement L, Ma, Me, J, V, S, D                                                          | Jour / Soir / Nuit / Fêtes O / N / N / O                                                               | Voy. / an —                                                                                            | Exploitant Mooland                                                                                     |
| 24    | Desserte : - Villes et lieux desservis : Saint-Louis (centre-ville, Roche Maigre, Gol Les Hauts, Les Makes). - Gares desservies : | | | | | | | | |
| 24    | Autre : - Arrêts non accessibles aux UFR : — - Amplitudes horaires : La ligne fonctionne du lundi au samedi de 5h05 à 18h35 et les dimanches et jours fériés de 5h30 à 18h30. - Particularités : La ligne est prolongée à Etang Bel Air et Plateau Goyaves en période scolaire. - Date de dernière mise à jour : 18 mai 2019.                                                      | | | | | | | | |
| 24    | Dernière actualisation : — | | | | | | | | |
| 25    | Saint-Louis — Gare ⥋ Saint-Louis — Pièce Louise | Saint-Louis — Gare ⥋ Saint-Louis — Pièce Louise                                                        | Saint-Louis — Gare ⥋ Saint-Louis — Pièce Louise                                                        | Saint-Louis — Gare ⥋ Saint-Louis — Pièce Louise                                                        | Saint-Louis — Gare ⥋ Saint-Louis — Pièce Louise                                                        | Saint-Louis — Gare ⥋ Saint-Louis — Pièce Louise                                                        | Saint-Louis — Gare ⥋ Saint-Louis — Pièce Louise                                                        | Saint-Louis — Gare ⥋ Saint-Louis — Pièce Louise                                                        | Saint-Louis — Gare ⥋ Saint-Louis — Pièce Louise                                                        |
| 25    | Ouverture / Fermeture — / — | Longueur —                                                                                             | Durée 45/50 min                                                                                        | Nb. d’arrêts 32                                                                                        | Matériel Mercedes-Benz Citaro KIrisbus Récréo II 10.6                                                  | Jours de fonctionnement L, Ma, Me, J, V, S                                                             | Jour / Soir / Nuit / Fêtes O / N / N / N                                                               | Voy. / an —                                                                                            | Exploitant Mooland                                                                                     |
| 25    | Desserte : - Villes et lieux desservis : Saint-Louis (centre-ville, Le Gol, Bellevue). - Gares desservies : | | | | | | | | |
| 25    | Autre : - Arrêts non accessibles aux UFR : — - Amplitudes horaires : La ligne fonctionne du lundi au samedi de 6h15 à 18h20. - Particularités : - Date de dernière mise à jour : 18 mai 2019. | | | | | | | | |
| 25    | Dernière actualisation : — | | | | | | | | |
| 26    | Saint-Louis — Gare ⥋ Saint-Louis — ZAC Plateau Goyaves | Saint-Louis — Gare ⥋ Saint-Louis — ZAC Plateau Goyaves                                                 | Saint-Louis — Gare ⥋ Saint-Louis — ZAC Plateau Goyaves                                                 | Saint-Louis — Gare ⥋ Saint-Louis — ZAC Plateau Goyaves                                                 | Saint-Louis — Gare ⥋ Saint-Louis — ZAC Plateau Goyaves                                                 | Saint-Louis — Gare ⥋ Saint-Louis — ZAC Plateau Goyaves                                                 | Saint-Louis — Gare ⥋ Saint-Louis — ZAC Plateau Goyaves                                                 | Saint-Louis — Gare ⥋ Saint-Louis — ZAC Plateau Goyaves                                                 | Saint-Louis — Gare ⥋ Saint-Louis — ZAC Plateau Goyaves                                                 |
| 26    | Ouverture / Fermeture — / — | Longueur —                                                                                             | Durée 20 ou 40 min                                                                                     | Nb. d’arrêts 19 ou 41                                                                                  | Matériel Mercedes-Benz CitaroMercedes-Benz Citaro K                                                    | Jours de fonctionnement L, Ma, Me, J, V, S, D                                                          | Jour / Soir / Nuit / Fêtes O / N / N / O                                                               | Voy. / an —                                                                                            | Exploitant Mooland                                                                                     |
| 26    | Desserte : - Villes et lieux desservis : Saint-Louis (centre-ville, Le Gol, Roche Maigre, Plateau Goyaves). - Gares desservies : | | | | | | | | |
| 26    | Autre : - Arrêts non accessibles aux UFR : — - Amplitudes horaires : La ligne fonctionne du lundi au samedi de 5h45 à 19h05 et les dimanches et jours fériés de 6h25 à 18h45. - Particularités : Cette ligne appuie la desserte de la ligne 26 circulaire, avec un trajet plus direct entre Gare de St Louis et ZAC Plateau Goyaves. - Date de dernière mise à jour : 18 mai 2019. | | | | | | | | |
| 26    | Dernière actualisation : — | | | | | | | | |
| 26    | (Circulaire) Saint-Louis — Gare ⥋ via Roche Maigre, Parc du Gol, Mairie de la Rivière, Plateau Goyaves | (Circulaire) Saint-Louis — Gare ⥋ via Roche Maigre, Parc du Gol, Mairie de la Rivière, Plateau Goyaves | (Circulaire) Saint-Louis — Gare ⥋ via Roche Maigre, Parc du Gol, Mairie de la Rivière, Plateau Goyaves | (Circulaire) Saint-Louis — Gare ⥋ via Roche Maigre, Parc du Gol, Mairie de la Rivière, Plateau Goyaves | (Circulaire) Saint-Louis — Gare ⥋ via Roche Maigre, Parc du Gol, Mairie de la Rivière, Plateau Goyaves | (Circulaire) Saint-Louis — Gare ⥋ via Roche Maigre, Parc du Gol, Mairie de la Rivière, Plateau Goyaves | (Circulaire) Saint-Louis — Gare ⥋ via Roche Maigre, Parc du Gol, Mairie de la Rivière, Plateau Goyaves | (Circulaire) Saint-Louis — Gare ⥋ via Roche Maigre, Parc du Gol, Mairie de la Rivière, Plateau Goyaves | (Circulaire) Saint-Louis — Gare ⥋ via Roche Maigre, Parc du Gol, Mairie de la Rivière, Plateau Goyaves |
| 26    | Ouverture / Fermeture — / — | Longueur —                                                                                             | Durée 70 min                                                                                           | Nb. d’arrêts 61                                                                                        | Matériel Mercedes-Benz Citaro                                                                          | Jours de fonctionnement L, Ma, Me, J, V, S, D                                                          | Jour / Soir / Nuit / Fêtes O / N / N / O                                                               | Voy. / an —                                                                                            | Exploitant Mooland                                                                                     |
| 26    | Desserte : - Villes et lieux desservis : Saint-Louis (centre-Ville, Le Gol, Roche Maigre, Plateau Goyaves). - Gares desservies : | | | | | | | | |
| 26    | Autre : - Arrêts non accessibles aux UFR : — - Amplitudes horaires : La ligne fonctionne du lundi au samedi de 5h15 à 18h40 et les dimanches et jours fériés de 6h15 à 18h15. - Particularités : La ligne fonctionne en sens horaire et anti-horaire. - Date de dernière mise à jour : 18 mai 2019.                                                                                | | | | | | | | |
| 26    | Dernière actualisation : — | | | | | | | | |
| 27    | Saint-Louis — Gare ⥋ Saint-Louis — Maison Rouge | Saint-Louis — Gare ⥋ Saint-Louis — Maison Rouge                                                        | Saint-Louis — Gare ⥋ Saint-Louis — Maison Rouge                                                        | Saint-Louis — Gare ⥋ Saint-Louis — Maison Rouge                                                        | Saint-Louis — Gare ⥋ Saint-Louis — Maison Rouge                                                        | Saint-Louis — Gare ⥋ Saint-Louis — Maison Rouge                                                        | Saint-Louis — Gare ⥋ Saint-Louis — Maison Rouge                                                        | Saint-Louis — Gare ⥋ Saint-Louis — Maison Rouge                                                        | Saint-Louis — Gare ⥋ Saint-Louis — Maison Rouge                                                        |
| 27    | Ouverture / Fermeture — / — | Longueur —                                                                                             | Durée 15 min                                                                                           | Nb. d’arrêts 9                                                                                         | Matériel Renault Trafic III                                                                            | Jours de fonctionnement L, Ma, Me, J, V, S                                                             | Jour / Soir / Nuit / Fêtes O / N / N / N                                                               | Voy. / an —                                                                                            | Exploitant SEMITTEL                                                                                    |
| 27    | Desserte : - Villes et lieux desservis : Saint-Louis (centre-ville, Le Gol, Maison Rouge). - Gares desservies : | | | | | | | | |
| 27    | Autre : - Arrêts non accessibles aux UFR : — - Amplitudes horaires : La ligne fonctionne du lundi au samedi de 7h10 à 17h40. - Particularités : Certaines courses sont déclenchées uniquement en cas de réservation. - Date de dernière mise à jour : 18 mai 2019. | | | | | | | | |
| 27    | Dernière actualisation : — | | | | | | | | |
| 28    | Saint-Louis — Mairie de la Rivière ⥋ Saint-Louis — Sentier des Makes | Saint-Louis — Mairie de la Rivière ⥋ Saint-Louis — Sentier des Makes                                   | Saint-Louis — Mairie de la Rivière ⥋ Saint-Louis — Sentier des Makes                                   | Saint-Louis — Mairie de la Rivière ⥋ Saint-Louis — Sentier des Makes                                   | Saint-Louis — Mairie de la Rivière ⥋ Saint-Louis — Sentier des Makes                                   | Saint-Louis — Mairie de la Rivière ⥋ Saint-Louis — Sentier des Makes                                   | Saint-Louis — Mairie de la Rivière ⥋ Saint-Louis — Sentier des Makes                                   | Saint-Louis — Mairie de la Rivière ⥋ Saint-Louis — Sentier des Makes                                   | Saint-Louis — Mairie de la Rivière ⥋ Saint-Louis — Sentier des Makes                                   |
| 28    | Ouverture / Fermeture — / — | Longueur —                                                                                             | Durée 40 min                                                                                           | Nb. d’arrêts 40                                                                                        | Matériel Mercedes-Benz Sprinter                                                                        | Jours de fonctionnement L, Ma, Me, J, V, S, D                                                          | Jour / Soir / Nuit / Fêtes O / N / N / O                                                               | Voy. / an —                                                                                            | Exploitant Mooland                                                                                     |
| 28    | Desserte : - Villes et lieux desservis : Saint-Louis (La Rivière, Tapage). - Gares desservies : | | | | | | | | |
| 28    | Autre : - Arrêts non accessibles aux UFR : — - Amplitudes horaires : La ligne fonctionne du lundi au samedi de 5h40 à 18h30 et les dimanches et les jours fériés de 5h15 à 17h30. - Particularités : Un renfort scolaire est mis en place le midi en période scolaire. - Date de dernière mise à jour : 18 mai 2019.                                                               | | | | | | | | |
| 28    | Dernière actualisation : — | | | | | | | | |
| 29    | Saint-Louis — Mairie de la Rivière ⥋ Saint-Louis — Canots | Saint-Louis — Mairie de la Rivière ⥋ Saint-Louis — Canots                                              | Saint-Louis — Mairie de la Rivière ⥋ Saint-Louis — Canots                                              | Saint-Louis — Mairie de la Rivière ⥋ Saint-Louis — Canots                                              | Saint-Louis — Mairie de la Rivière ⥋ Saint-Louis — Canots                                              | Saint-Louis — Mairie de la Rivière ⥋ Saint-Louis — Canots                                              | Saint-Louis — Mairie de la Rivière ⥋ Saint-Louis — Canots                                              | Saint-Louis — Mairie de la Rivière ⥋ Saint-Louis — Canots                                              | Saint-Louis — Mairie de la Rivière ⥋ Saint-Louis — Canots                                              |
| 29    | Ouverture / Fermeture — / — | Longueur —                                                                                             | Durée 30 min                                                                                           | Nb. d’arrêts 39                                                                                        | Matériel Mercedes-Benz Sprinter                                                                        | Jours de fonctionnement L, Ma, Me, J, V, S                                                             | Jour / Soir / Nuit / Fêtes O / N / N / N                                                               | Voy. / an —                                                                                            | Exploitant Mooland                                                                                     |
| 29    | Desserte : - Villes et lieux desservis : Saint-Louis (La Rivière, Le Ruisseau, Le Gol, Canots). - Gares desservies : | | | | | | | | |
| 29    | Autre : - Arrêts non accessibles aux UFR : — - Amplitudes horaires : La ligne fonctionne du lundi au samedi de 6h15 à 17h00. - Particularités : - Date de dernière mise à jour : 18 mai 2019. | | | | | | | | |
| 29    | Dernière actualisation : — | | | | | | | | |
| 30    | Saint-Louis — Gare ⥋ Saint-Louis — Mairie de la Rivière | Saint-Louis — Gare ⥋ Saint-Louis — Mairie de la Rivière                                                | Saint-Louis — Gare ⥋ Saint-Louis — Mairie de la Rivière                                                | Saint-Louis — Gare ⥋ Saint-Louis — Mairie de la Rivière                                                | Saint-Louis — Gare ⥋ Saint-Louis — Mairie de la Rivière                                                | Saint-Louis — Gare ⥋ Saint-Louis — Mairie de la Rivière                                                | Saint-Louis — Gare ⥋ Saint-Louis — Mairie de la Rivière                                                | Saint-Louis — Gare ⥋ Saint-Louis — Mairie de la Rivière                                                | Saint-Louis — Gare ⥋ Saint-Louis — Mairie de la Rivière                                                |
| 30    | Ouverture / Fermeture — / — | Longueur —                                                                                             | Durée 30 min                                                                                           | Nb. d’arrêts 24                                                                                        | Matériel Mercedes-Benz Citaro KIrisbus Récréo II 10.6                                                  | Jours de fonctionnement L, Ma, Me, J, V, S, D                                                          | Jour / Soir / Nuit / Fêtes O / N / N / O                                                               | Voy. / an —                                                                                            | Exploitant Mooland                                                                                     |
| 30    | Desserte : - Villes et lieux desservis : Saint-Louis (centre-ville, Plateau Goyaves, Le Ruisseau, La Rivière). - Gares desservies : | | | | | | | | |
| 30    | Autre : - Arrêts non accessibles aux UFR : — - Amplitudes horaires : La ligne fonctionne du lundi au samedi de 5h45 à 18h20 et les dimanches et jours fériés de 6h30 à 18h40. - Particularités : - Date de dernière mise à jour : 18 mai 2019. | | | | | | | | |
| 30    | Dernière actualisation : — | | | | | | | | |
| 31    | Saint-Louis — Mairie de la Rivière ⥋ Saint-Louis — Canots | Saint-Louis — Mairie de la Rivière ⥋ Saint-Louis — Canots                                              | Saint-Louis — Mairie de la Rivière ⥋ Saint-Louis — Canots                                              | Saint-Louis — Mairie de la Rivière ⥋ Saint-Louis — Canots                                              | Saint-Louis — Mairie de la Rivière ⥋ Saint-Louis — Canots                                              | Saint-Louis — Mairie de la Rivière ⥋ Saint-Louis — Canots                                              | Saint-Louis — Mairie de la Rivière ⥋ Saint-Louis — Canots                                              | Saint-Louis — Mairie de la Rivière ⥋ Saint-Louis — Canots                                              | Saint-Louis — Mairie de la Rivière ⥋ Saint-Louis — Canots                                              |
| 31    | Ouverture / Fermeture — / — | Longueur —                                                                                             | Durée 22 min                                                                                           | Nb. d’arrêts 21                                                                                        | Matériel Mercedes-Benz Sprinter                                                                        | Jours de fonctionnement L, Ma, Me, J, V, S, D                                                          | Jour / Soir / Nuit / Fêtes O / N / N / O                                                               | Voy. / an —                                                                                            | Exploitant Mooland                                                                                     |
| 31    | Desserte : - Villes et lieux desservis : Saint-Louis (La Rivière, Le Gol, Canots). - Gares desservies : | | | | | | | | |
| 31    | Autre : - Arrêts non accessibles aux UFR : — - Amplitudes horaires : La ligne fonctionne du lundi au samedi de 5h50 à 17h05 et les dimanches et jours fériés de 6h00 à 18h00. - Particularités : - Date de dernière mise à jour : 18 mai 2019. | | | | | | | | |
| 31    | Dernière actualisation : — | | | | | | | | |
| 32    | Saint-Louis — Gare ⥋ Saint-Louis — La Croix | Saint-Louis — Gare ⥋ Saint-Louis — La Croix                                                            | Saint-Louis — Gare ⥋ Saint-Louis — La Croix                                                            | Saint-Louis — Gare ⥋ Saint-Louis — La Croix                                                            | Saint-Louis — Gare ⥋ Saint-Louis — La Croix                                                            | Saint-Louis — Gare ⥋ Saint-Louis — La Croix                                                            | Saint-Louis — Gare ⥋ Saint-Louis — La Croix                                                            | Saint-Louis — Gare ⥋ Saint-Louis — La Croix                                                            | Saint-Louis — Gare ⥋ Saint-Louis — La Croix                                                            |
| 32    | Ouverture / Fermeture — / — | Longueur —                                                                                             | Durée 30/35 min                                                                                        | Nb. d’arrêts 28                                                                                        | Matériel Mercedes-Benz SprinterIsuzu Turquoise                                                         | Jours de fonctionnement L, Ma, Me, J, V, S, D                                                          | Jour / Soir / Nuit / Fêtes O / N / N / O                                                               | Voy. / an —                                                                                            | Exploitant Mooland                                                                                     |
| 32    | Desserte : - Villes et lieux desservis : Saint-Louis (centre-ville, La Palissade, La Rivière). - Gares desservies : | | | | | | | | |
| 32    | Autre : - Arrêts non accessibles aux UFR : — - Amplitudes horaires : La ligne fonctionne du lundi au samedi de 5h55 à 18h45 et les dimanches et jours fériés de 6h15 à 18h15. - Particularités : - Date de dernière mise à jour : 18 mai 2019. | | | | | | | | |
| 32    | Dernière actualisation : — | | | | | | | | |
| 33    | Saint-Louis — Mairie de la Rivière ⥋ Saint-Louis — Trompette d'Or | Saint-Louis — Mairie de la Rivière ⥋ Saint-Louis — Trompette d'Or                                      | Saint-Louis — Mairie de la Rivière ⥋ Saint-Louis — Trompette d'Or                                      | Saint-Louis — Mairie de la Rivière ⥋ Saint-Louis — Trompette d'Or                                      | Saint-Louis — Mairie de la Rivière ⥋ Saint-Louis — Trompette d'Or                                      | Saint-Louis — Mairie de la Rivière ⥋ Saint-Louis — Trompette d'Or                                      | Saint-Louis — Mairie de la Rivière ⥋ Saint-Louis — Trompette d'Or                                      | Saint-Louis — Mairie de la Rivière ⥋ Saint-Louis — Trompette d'Or                                      | Saint-Louis — Mairie de la Rivière ⥋ Saint-Louis — Trompette d'Or                                      |
| 33    | Ouverture / Fermeture — / — | Longueur —                                                                                             | Durée 33/35 min                                                                                        | Nb. d’arrêts 36                                                                                        | Matériel Mercedes-Benz Sprinter                                                                        | Jours de fonctionnement L, Ma, Me, J, V, S                                                             | Jour / Soir / Nuit / Fêtes O / N / N / N                                                               | Voy. / an —                                                                                            | Exploitant Mooland                                                                                     |
| 33    | Desserte : - Villes et lieux desservis : Saint-Louis (La Rivière, Tapage). - Gares desservies : | | | | | | | | |
| 33    | Autre : - Arrêts non accessibles aux UFR : — - Amplitudes horaires : La ligne fonctionne du lundi au samedi de 6h45 à 17h30. - Particularités : - Date de dernière mise à jour : 18 mai 2019. | | | | | | | | |
| 33    | Dernière actualisation : — | | | | | | | | |
| KSL   | (Circulaire) Saint-Louis — Gare ⥋ via centre-ville, La Palissade, Bel Air | (Circulaire) Saint-Louis — Gare ⥋ via centre-ville, La Palissade, Bel Air                              | (Circulaire) Saint-Louis — Gare ⥋ via centre-ville, La Palissade, Bel Air                              | (Circulaire) Saint-Louis — Gare ⥋ via centre-ville, La Palissade, Bel Air                              | (Circulaire) Saint-Louis — Gare ⥋ via centre-ville, La Palissade, Bel Air                              | (Circulaire) Saint-Louis — Gare ⥋ via centre-ville, La Palissade, Bel Air                              | (Circulaire) Saint-Louis — Gare ⥋ via centre-ville, La Palissade, Bel Air                              | (Circulaire) Saint-Louis — Gare ⥋ via centre-ville, La Palissade, Bel Air                              | (Circulaire) Saint-Louis — Gare ⥋ via centre-ville, La Palissade, Bel Air                              |
| KSL   | Ouverture / Fermeture — / — | Longueur —                                                                                             | Durée 30 min                                                                                           | Nb. d’arrêts 34                                                                                        | Matériel Bluebus 22                                                                                    | Jours de fonctionnement L, Ma, Me, J, V, S                                                             | Jour / Soir / Nuit / Fêtes O / N / N / N                                                               | Voy. / an —                                                                                            | Exploitant Mooland                                                                                     |
| KSL   | Desserte : - Villes et lieux desservis : Saint-Louis (centre-ville, La Palissade, Bel Air). - Gares desservies : | | | | | | | | |
| KSL   | Autre : - Arrêts non accessibles aux UFR : — - Amplitudes horaires : La ligne fonctionne du lundi au samedi de 6h30 à 19h00. - Particularités : - Date de dernière mise à jour : 18 mai 2019. | | | | | | | | |
| KSL   | Dernière actualisation : — | | | | | | | | |

### Lignes de L'Etang Salé
| Ligne | Caractéristiques | Caractéristiques                                            | Caractéristiques                                            | Caractéristiques                                            | Caractéristiques                                            | Caractéristiques                                            | Caractéristiques                                            | Caractéristiques                                            | Caractéristiques                                            |
| 41    | L'Étang-Salé — Mairie ⥋ L'Étang-Salé — Lambert Les Hauts | L'Étang-Salé — Mairie ⥋ L'Étang-Salé — Lambert Les Hauts    | L'Étang-Salé — Mairie ⥋ L'Étang-Salé — Lambert Les Hauts    | L'Étang-Salé — Mairie ⥋ L'Étang-Salé — Lambert Les Hauts    | L'Étang-Salé — Mairie ⥋ L'Étang-Salé — Lambert Les Hauts    | L'Étang-Salé — Mairie ⥋ L'Étang-Salé — Lambert Les Hauts    | L'Étang-Salé — Mairie ⥋ L'Étang-Salé — Lambert Les Hauts    | L'Étang-Salé — Mairie ⥋ L'Étang-Salé — Lambert Les Hauts    | L'Étang-Salé — Mairie ⥋ L'Étang-Salé — Lambert Les Hauts    |
| ----- | --- | ----------------------------------------------------------- | ----------------------------------------------------------- | ----------------------------------------------------------- | ----------------------------------------------------------- | ----------------------------------------------------------- | ----------------------------------------------------------- | ----------------------------------------------------------- | ----------------------------------------------------------- |
| 41    | Ouverture / Fermeture — / — | Longueur —                                                  | Durée 20 min                                                | Nb. d’arrêts 32                                             | Matériel Mercedes-Benz Sprinter                             | Jours de fonctionnement L, Ma, Me, J, V, S, D               | Jour / Soir / Nuit / Fêtes O / N / N / O                    | Voy. / an —                                                 | Exploitant Papangue 2000                                    |
| 41    | Desserte : - Villes et lieux desservis : L'Étang-Salé (Les Hauts, Le Lambert). - Gares desservies : |                                                             |                                                             |                                                             |                                                             |                                                             |                                                             |                                                             |                                                             |
| 41    | Autre : - Arrêts non accessibles aux UFR : — - Amplitudes horaires : La ligne fonctionne du lundi au samedi de 6h00 à 18h15 et les dimanches et jours fériés de 7h15 à 18h00. - Particularités : - Date de dernière mise à jour : 18 mai 2019. |                                                             |                                                             |                                                             |                                                             |                                                             |                                                             |                                                             |                                                             |
| 41    | Dernière actualisation : — |                                                             |                                                             |                                                             |                                                             |                                                             |                                                             |                                                             |                                                             |
| 42    | L'Étang-Salé — Mairie ⥋ L'Étang-Salé — Canots Les Hauts | L'Étang-Salé — Mairie ⥋ L'Étang-Salé — Canots Les Hauts     | L'Étang-Salé — Mairie ⥋ L'Étang-Salé — Canots Les Hauts     | L'Étang-Salé — Mairie ⥋ L'Étang-Salé — Canots Les Hauts     | L'Étang-Salé — Mairie ⥋ L'Étang-Salé — Canots Les Hauts     | L'Étang-Salé — Mairie ⥋ L'Étang-Salé — Canots Les Hauts     | L'Étang-Salé — Mairie ⥋ L'Étang-Salé — Canots Les Hauts     | L'Étang-Salé — Mairie ⥋ L'Étang-Salé — Canots Les Hauts     | L'Étang-Salé — Mairie ⥋ L'Étang-Salé — Canots Les Hauts     |
| 42    | Ouverture / Fermeture — / — | Longueur —                                                  | Durée 25 min                                                | Nb. d’arrêts 35                                             | Matériel Mercedes-Benz Sprinter                             | Jours de fonctionnement L, Ma, Me, J, V, S, D               | Jour / Soir / Nuit / Fêtes O / N / N / O                    | Voy. / an —                                                 | Exploitant Papangue 2000                                    |
| 42    | Desserte : - Villes et lieux desservis : L'Étang-Salé (Les Hauts, Canots). - Gares desservies : |                                                             |                                                             |                                                             |                                                             |                                                             |                                                             |                                                             |                                                             |
| 42    | Autre : - Arrêts non accessibles aux UFR : — - Amplitudes horaires : La ligne fonctionne du lundi au samedi de 5h55 à 18h15 et les dimanches et jours fériés de 7h20 à 18h00. - Particularités : - Date de dernière mise à jour : 18 mai 2019. |                                                             |                                                             |                                                             |                                                             |                                                             |                                                             |                                                             |                                                             |
| 42    | Dernière actualisation : — |                                                             |                                                             |                                                             |                                                             |                                                             |                                                             |                                                             |                                                             |
| 43    | L'Étang-Salé — Mairie ⥋ L'Étang-Salé — Entre-Deux Goyaviers | L'Étang-Salé — Mairie ⥋ L'Étang-Salé — Entre-Deux Goyaviers | L'Étang-Salé — Mairie ⥋ L'Étang-Salé — Entre-Deux Goyaviers | L'Étang-Salé — Mairie ⥋ L'Étang-Salé — Entre-Deux Goyaviers | L'Étang-Salé — Mairie ⥋ L'Étang-Salé — Entre-Deux Goyaviers | L'Étang-Salé — Mairie ⥋ L'Étang-Salé — Entre-Deux Goyaviers | L'Étang-Salé — Mairie ⥋ L'Étang-Salé — Entre-Deux Goyaviers | L'Étang-Salé — Mairie ⥋ L'Étang-Salé — Entre-Deux Goyaviers | L'Étang-Salé — Mairie ⥋ L'Étang-Salé — Entre-Deux Goyaviers |
| 43    | Ouverture / Fermeture — / — | Longueur —                                                  | Durée 25 min                                                | Nb. d’arrêts 34                                             | Matériel Mercedes-Benz Sprinter                             | Jours de fonctionnement L, Ma, Me, J, V, S, D               | Jour / Soir / Nuit / Fêtes O / N / N / O                    | Voy. / an —                                                 | Exploitant Papangue 2000                                    |
| 43    | Desserte : - Villes et lieux desservis : L'Étang-Salé (Les Hauts, Entre Deux). - Gares desservies : |                                                             |                                                             |                                                             |                                                             |                                                             |                                                             |                                                             |                                                             |
| 43    | Autre : - Arrêts non accessibles aux UFR : — - Amplitudes horaires : La ligne fonctionne du lundi au samedi de 6h00 à 18h15 et les dimanches et jours fériés de 6h50 à 17h05. - Particularités : - Date de dernière mise à jour : 18 mai 2019. |                                                             |                                                             |                                                             |                                                             |                                                             |                                                             |                                                             |                                                             |
| 43    | Dernière actualisation : — |                                                             |                                                             |                                                             |                                                             |                                                             |                                                             |                                                             |                                                             |
| 44    | L'Étang-Salé — Mairie ⥋ L'Étang-Salé — Le Cap | L'Étang-Salé — Mairie ⥋ L'Étang-Salé — Le Cap               | L'Étang-Salé — Mairie ⥋ L'Étang-Salé — Le Cap               | L'Étang-Salé — Mairie ⥋ L'Étang-Salé — Le Cap               | L'Étang-Salé — Mairie ⥋ L'Étang-Salé — Le Cap               | L'Étang-Salé — Mairie ⥋ L'Étang-Salé — Le Cap               | L'Étang-Salé — Mairie ⥋ L'Étang-Salé — Le Cap               | L'Étang-Salé — Mairie ⥋ L'Étang-Salé — Le Cap               | L'Étang-Salé — Mairie ⥋ L'Étang-Salé — Le Cap               |
| 44    | Ouverture / Fermeture — / — | Longueur —                                                  | Durée 20 min                                                | Nb. d’arrêts 22                                             | Matériel Mercedes-Benz Sprinter                             | Jours de fonctionnement L, Ma, Me, J, V, S, D               | Jour / Soir / Nuit / Fêtes O / N / N / O                    | Voy. / an —                                                 | Exploitant Papangue 2000                                    |
| 44    | Desserte : - Villes et lieux desservis : L'Étang-Salé (Les Hauts, Le Maniron, Le Cap). - Gares desservies : |                                                             |                                                             |                                                             |                                                             |                                                             |                                                             |                                                             |                                                             |
| 44    | Autre : - Arrêts non accessibles aux UFR : — - Amplitudes horaires : La ligne fonctionne du lundi au samedi de 6h00 à 18h15 et les dimanches et jours fériés de 7h20 à 15h00. - Particularités : - Date de dernière mise à jour : 18 mai 2019. |                                                             |                                                             |                                                             |                                                             |                                                             |                                                             |                                                             |                                                             |
| 44    | Dernière actualisation : — |                                                             |                                                             |                                                             |                                                             |                                                             |                                                             |                                                             |                                                             |
| 45    | L'Étang-Salé — Mairie ⥋ L'Étang-Salé — Maniron | L'Étang-Salé — Mairie ⥋ L'Étang-Salé — Maniron              | L'Étang-Salé — Mairie ⥋ L'Étang-Salé — Maniron              | L'Étang-Salé — Mairie ⥋ L'Étang-Salé — Maniron              | L'Étang-Salé — Mairie ⥋ L'Étang-Salé — Maniron              | L'Étang-Salé — Mairie ⥋ L'Étang-Salé — Maniron              | L'Étang-Salé — Mairie ⥋ L'Étang-Salé — Maniron              | L'Étang-Salé — Mairie ⥋ L'Étang-Salé — Maniron              | L'Étang-Salé — Mairie ⥋ L'Étang-Salé — Maniron              |
| 45    | Ouverture / Fermeture — / — | Longueur —                                                  | Durée 20 min                                                | Nb. d’arrêts 24                                             | Matériel Mercedes-Benz Sprinter                             | Jours de fonctionnement L, Ma, Me, J, V, S, D               | Jour / Soir / Nuit / Fêtes O / N / N / O                    | Voy. / an —                                                 | Exploitant Papangue 2000                                    |
| 45    | Desserte : - Villes et lieux desservis : L'Étang-Salé (Les Hauts, Maniron). - Gares desservies : |                                                             |                                                             |                                                             |                                                             |                                                             |                                                             |                                                             |                                                             |
| 45    | Autre : - Arrêts non accessibles aux UFR : — - Amplitudes horaires : La ligne fonctionne du lundi au samedi de 6h00 à 18h15 et les dimanches et jours fériés de 8h20 à 17h05. - Particularités : - Date de dernière mise à jour : 18 mai 2019. |                                                             |                                                             |                                                             |                                                             |                                                             |                                                             |                                                             |                                                             |
| 45    | Dernière actualisation : — |                                                             |                                                             |                                                             |                                                             |                                                             |                                                             |                                                             |                                                             |

### Lignes de Petite Ile
| Ligne | Caractéristiques | Caractéristiques                                                                     | Caractéristiques                                                                     | Caractéristiques                                                                     | Caractéristiques                                                                     | Caractéristiques                                                                     | Caractéristiques                                                                     | Caractéristiques                                                                     | Caractéristiques                                                                     |
| 51    | Petite-Île — Eglise ⥋ Petite-Île — Piton de Bloc via Mairie Annexe Piton des Goyaves | Petite-Île — Eglise ⥋ Petite-Île — Piton de Bloc via Mairie Annexe Piton des Goyaves | Petite-Île — Eglise ⥋ Petite-Île — Piton de Bloc via Mairie Annexe Piton des Goyaves | Petite-Île — Eglise ⥋ Petite-Île — Piton de Bloc via Mairie Annexe Piton des Goyaves | Petite-Île — Eglise ⥋ Petite-Île — Piton de Bloc via Mairie Annexe Piton des Goyaves | Petite-Île — Eglise ⥋ Petite-Île — Piton de Bloc via Mairie Annexe Piton des Goyaves | Petite-Île — Eglise ⥋ Petite-Île — Piton de Bloc via Mairie Annexe Piton des Goyaves | Petite-Île — Eglise ⥋ Petite-Île — Piton de Bloc via Mairie Annexe Piton des Goyaves | Petite-Île — Eglise ⥋ Petite-Île — Piton de Bloc via Mairie Annexe Piton des Goyaves |
| ----- | --- | ------------------------------------------------------------------------------------ | ------------------------------------------------------------------------------------ | ------------------------------------------------------------------------------------ | ------------------------------------------------------------------------------------ | ------------------------------------------------------------------------------------ | ------------------------------------------------------------------------------------ | ------------------------------------------------------------------------------------ | ------------------------------------------------------------------------------------ |
| 51    | Ouverture / Fermeture — / — | Longueur —                                                                           | Durée 30/35 min                                                                      | Nb. d’arrêts 44                                                                      | Matériel Mercedes-Benz Sprinter                                                      | Jours de fonctionnement L, Ma, Me, J, V, S                                           | Jour / Soir / Nuit / Fêtes O / N / N / N                                             | Voy. / an —                                                                          | Exploitant Mooland                                                                   |
| 51    | Desserte : - Villes et lieux desservis : Petite-Île (centre-ville, Ravine du Pont, Piton des Goyaves, Piton de Bloc). - Gares desservies : |                                                                                      |                                                                                      |                                                                                      |                                                                                      |                                                                                      |                                                                                      |                                                                                      |                                                                                      |
| 51    | Autre : - Arrêts non accessibles aux UFR : — - Amplitudes horaires : La ligne fonctionne du lundi au samedi de 6h45 à 18h30. - Particularités : La ligne possède deux circuits. - Date de dernière mise à jour : 18 mai 2019.                                      |                                                                                      |                                                                                      |                                                                                      |                                                                                      |                                                                                      |                                                                                      |                                                                                      |                                                                                      |
| 51    | Dernière actualisation : — |                                                                                      |                                                                                      |                                                                                      |                                                                                      |                                                                                      |                                                                                      |                                                                                      |                                                                                      |
| 52    | Petite-Île — Eglise ⥋ Petite-Île — Piton de Bloc via Chemin Dauphin | Petite-Île — Eglise ⥋ Petite-Île — Piton de Bloc via Chemin Dauphin                  | Petite-Île — Eglise ⥋ Petite-Île — Piton de Bloc via Chemin Dauphin                  | Petite-Île — Eglise ⥋ Petite-Île — Piton de Bloc via Chemin Dauphin                  | Petite-Île — Eglise ⥋ Petite-Île — Piton de Bloc via Chemin Dauphin                  | Petite-Île — Eglise ⥋ Petite-Île — Piton de Bloc via Chemin Dauphin                  | Petite-Île — Eglise ⥋ Petite-Île — Piton de Bloc via Chemin Dauphin                  | Petite-Île — Eglise ⥋ Petite-Île — Piton de Bloc via Chemin Dauphin                  | Petite-Île — Eglise ⥋ Petite-Île — Piton de Bloc via Chemin Dauphin                  |
| 52    | Ouverture / Fermeture — / — | Longueur —                                                                           | Durée 23 min                                                                         | Nb. d’arrêts 31                                                                      | Matériel Mercedes-Benz Sprinter                                                      | Jours de fonctionnement L, Ma, Me, J, V, S                                           | Jour / Soir / Nuit / Fêtes O / N / N / N                                             | Voy. / an —                                                                          | Exploitant Mooland                                                                   |
| 52    | Desserte : - Villes et lieux desservis : Petite-Île (centre-ville, Ravine du Pont, Charrié, Piton de Bloc). - Gares desservies : |                                                                                      |                                                                                      |                                                                                      |                                                                                      |                                                                                      |                                                                                      |                                                                                      |                                                                                      |
| 52    | Autre : - Arrêts non accessibles aux UFR : — - Amplitudes horaires : La ligne fonctionne du lundi au samedi de 6h50 à 18h45. - Particularités : - Date de dernière mise à jour : 18 mai 2019.                                                                      |                                                                                      |                                                                                      |                                                                                      |                                                                                      |                                                                                      |                                                                                      |                                                                                      |                                                                                      |
| 52    | Dernière actualisation : — |                                                                                      |                                                                                      |                                                                                      |                                                                                      |                                                                                      |                                                                                      |                                                                                      |                                                                                      |
| 53    | Petite-Île — Eglise ⥋ Petite-Île — Rue de l'Ancienne Usine | Petite-Île — Eglise ⥋ Petite-Île — Rue de l'Ancienne Usine                           | Petite-Île — Eglise ⥋ Petite-Île — Rue de l'Ancienne Usine                           | Petite-Île — Eglise ⥋ Petite-Île — Rue de l'Ancienne Usine                           | Petite-Île — Eglise ⥋ Petite-Île — Rue de l'Ancienne Usine                           | Petite-Île — Eglise ⥋ Petite-Île — Rue de l'Ancienne Usine                           | Petite-Île — Eglise ⥋ Petite-Île — Rue de l'Ancienne Usine                           | Petite-Île — Eglise ⥋ Petite-Île — Rue de l'Ancienne Usine                           | Petite-Île — Eglise ⥋ Petite-Île — Rue de l'Ancienne Usine                           |
| 53    | Ouverture / Fermeture — / — | Longueur —                                                                           | Durée 20 min                                                                         | Nb. d’arrêts 19                                                                      | Matériel Mercedes-Benz Sprinter                                                      | Jours de fonctionnement L, Ma, Me, J, V, S                                           | Jour / Soir / Nuit / Fêtes O / N / N / N                                             | Voy. / an —                                                                          | Exploitant Mooland                                                                   |
| 53    | Desserte : - Villes et lieux desservis : Petite-Île (centre-ville, Manapany Les Hauts). - Gares desservies : |                                                                                      |                                                                                      |                                                                                      |                                                                                      |                                                                                      |                                                                                      |                                                                                      |                                                                                      |
| 53    | Autre : - Arrêts non accessibles aux UFR : — - Amplitudes horaires : La ligne fonctionne du lundi au samedi de 6h40 à 18h20. - Particularités : Certaines courses sont déclenchées uniquement en cas de réservation. - Date de dernière mise à jour : 18 mai 2019. |                                                                                      |                                                                                      |                                                                                      |                                                                                      |                                                                                      |                                                                                      |                                                                                      |                                                                                      |
| 53    | Dernière actualisation : — |                                                                                      |                                                                                      |                                                                                      |                                                                                      |                                                                                      |                                                                                      |                                                                                      |                                                                                      |
| 54    | Petite-Île — Eglise ⥋ Petite-Île — Impasse des Lataniers | Petite-Île — Eglise ⥋ Petite-Île — Impasse des Lataniers                             | Petite-Île — Eglise ⥋ Petite-Île — Impasse des Lataniers                             | Petite-Île — Eglise ⥋ Petite-Île — Impasse des Lataniers                             | Petite-Île — Eglise ⥋ Petite-Île — Impasse des Lataniers                             | Petite-Île — Eglise ⥋ Petite-Île — Impasse des Lataniers                             | Petite-Île — Eglise ⥋ Petite-Île — Impasse des Lataniers                             | Petite-Île — Eglise ⥋ Petite-Île — Impasse des Lataniers                             | Petite-Île — Eglise ⥋ Petite-Île — Impasse des Lataniers                             |
| 54    | Ouverture / Fermeture — / — | Longueur —                                                                           | Durée 19 min                                                                         | Nb. d’arrêts 19                                                                      | Matériel Mercedes-Benz Sprinter                                                      | Jours de fonctionnement L, Ma, Me, J, V, S                                           | Jour / Soir / Nuit / Fêtes O / N / N / N                                             | Voy. / an —                                                                          | Exploitant Mooland                                                                   |
| 54    | Desserte : - Villes et lieux desservis : Petite-Île (centre-ville, La Croisée, Chemin Neuf, Grand Anse). - Gares desservies : |                                                                                      |                                                                                      |                                                                                      |                                                                                      |                                                                                      |                                                                                      |                                                                                      |                                                                                      |
| 54    | Autre : - Arrêts non accessibles aux UFR : — - Amplitudes horaires : La ligne fonctionne du lundi au samedi de 7h00 à 17h35. - Particularités : Certaines courses sont déclenchées uniquement en cas de réservation. - Date de dernière mise à jour : 18 mai 2019. |                                                                                      |                                                                                      |                                                                                      |                                                                                      |                                                                                      |                                                                                      |                                                                                      |                                                                                      |
| 54    | Dernière actualisation : — |                                                                                      |                                                                                      |                                                                                      |                                                                                      |                                                                                      |                                                                                      |                                                                                      |                                                                                      |
| 55    | Petite-Île — Eglise ⥋ Petite-Île — Fond de Piton | Petite-Île — Eglise ⥋ Petite-Île — Fond de Piton                                     | Petite-Île — Eglise ⥋ Petite-Île — Fond de Piton                                     | Petite-Île — Eglise ⥋ Petite-Île — Fond de Piton                                     | Petite-Île — Eglise ⥋ Petite-Île — Fond de Piton                                     | Petite-Île — Eglise ⥋ Petite-Île — Fond de Piton                                     | Petite-Île — Eglise ⥋ Petite-Île — Fond de Piton                                     | Petite-Île — Eglise ⥋ Petite-Île — Fond de Piton                                     | Petite-Île — Eglise ⥋ Petite-Île — Fond de Piton                                     |
| 55    | Ouverture / Fermeture — / — | Longueur —                                                                           | Durée 35 min                                                                         | Nb. d’arrêts 35                                                                      | Matériel Mercedes-Benz Sprinter                                                      | Jours de fonctionnement L, Ma, Me, J, V, S                                           | Jour / Soir / Nuit / Fêtes O / N / N / N                                             | Voy. / an —                                                                          | Exploitant Mooland                                                                   |
| 55    | Desserte : - Villes et lieux desservis : Petite-Île (centre-ville, Ravine du Pont, Croisée Charrié, Charrié, Anse Les Hauts). - Gares desservies : |                                                                                      |                                                                                      |                                                                                      |                                                                                      |                                                                                      |                                                                                      |                                                                                      |                                                                                      |
| 55    | Autre : - Arrêts non accessibles aux UFR : — - Amplitudes horaires : La ligne fonctionne du lundi au samedi de 5h45 à 18h40. - Particularités : - Date de dernière mise à jour : 18 mai 2019.                                                                      |                                                                                      |                                                                                      |                                                                                      |                                                                                      |                                                                                      |                                                                                      |                                                                                      |                                                                                      |
| 55    | Dernière actualisation : — |                                                                                      |                                                                                      |                                                                                      |                                                                                      |                                                                                      |                                                                                      |                                                                                      |                                                                                      |
| 57    | Petite-Île — Eglise ⥋ Petite-Île — Croisée Charrié | Petite-Île — Eglise ⥋ Petite-Île — Croisée Charrié                                   | Petite-Île — Eglise ⥋ Petite-Île — Croisée Charrié                                   | Petite-Île — Eglise ⥋ Petite-Île — Croisée Charrié                                   | Petite-Île — Eglise ⥋ Petite-Île — Croisée Charrié                                   | Petite-Île — Eglise ⥋ Petite-Île — Croisée Charrié                                   | Petite-Île — Eglise ⥋ Petite-Île — Croisée Charrié                                   | Petite-Île — Eglise ⥋ Petite-Île — Croisée Charrié                                   | Petite-Île — Eglise ⥋ Petite-Île — Croisée Charrié                                   |
| 57    | Ouverture / Fermeture — / — | Longueur —                                                                           | Durée 20 min                                                                         | Nb. d’arrêts 21                                                                      | Matériel Mercedes-Benz Sprinter                                                      | Jours de fonctionnement L, Ma, Me, J, V, S                                           | Jour / Soir / Nuit / Fêtes O / N / N / N                                             | Voy. / an —                                                                          | Exploitant Mooland                                                                   |
| 57    | Desserte : - Villes et lieux desservis : Petite-Île (centre-ville, Ravine du Pont, Charrié). - Gares desservies : |                                                                                      |                                                                                      |                                                                                      |                                                                                      |                                                                                      |                                                                                      |                                                                                      |                                                                                      |
| 57    | Autre : - Arrêts non accessibles aux UFR : — - Amplitudes horaires : La ligne fonctionne du lundi au samedi de 7h00 à 18h45. - Particularités : - Date de dernière mise à jour : 18 mai 2019.                                                                      |                                                                                      |                                                                                      |                                                                                      |                                                                                      |                                                                                      |                                                                                      |                                                                                      |                                                                                      |
| 57    | Dernière actualisation : — |                                                                                      |                                                                                      |                                                                                      |                                                                                      |                                                                                      |                                                                                      |                                                                                      |                                                                                      |
| 58    | Petite-Île — Impasse des Lataniers ⥋ Petite-Île — Ecole Vétyver | Petite-Île — Impasse des Lataniers ⥋ Petite-Île — Ecole Vétyver                      | Petite-Île — Impasse des Lataniers ⥋ Petite-Île — Ecole Vétyver                      | Petite-Île — Impasse des Lataniers ⥋ Petite-Île — Ecole Vétyver                      | Petite-Île — Impasse des Lataniers ⥋ Petite-Île — Ecole Vétyver                      | Petite-Île — Impasse des Lataniers ⥋ Petite-Île — Ecole Vétyver                      | Petite-Île — Impasse des Lataniers ⥋ Petite-Île — Ecole Vétyver                      | Petite-Île — Impasse des Lataniers ⥋ Petite-Île — Ecole Vétyver                      | Petite-Île — Impasse des Lataniers ⥋ Petite-Île — Ecole Vétyver                      |
| 58    | Ouverture / Fermeture — / — | Longueur —                                                                           | Durée 35 min                                                                         | Nb. d’arrêts 38                                                                      | Matériel Mercedes-Benz Sprinter                                                      | Jours de fonctionnement L, Ma, Me, J, V, S                                           | Jour / Soir / Nuit / Fêtes O / N / N / N                                             | Voy. / an —                                                                          | Exploitant Mooland                                                                   |
| 58    | Desserte : - Villes et lieux desservis : Petite-Île (Grand Anse, Verger Hemery, centre-ville, Ravine du Pont, Chemin Jessy, Manapany Les Hauts). - Gares desservies :                                                                                              |                                                                                      |                                                                                      |                                                                                      |                                                                                      |                                                                                      |                                                                                      |                                                                                      |                                                                                      |
| 58    | Autre : - Arrêts non accessibles aux UFR : — - Amplitudes horaires : La ligne fonctionne du lundi au samedi de 6h30 à 18h00. - Particularités : - Date de dernière mise à jour : 18 mai 2019.                                                                      |                                                                                      |                                                                                      |                                                                                      |                                                                                      |                                                                                      |                                                                                      |                                                                                      |                                                                                      |
| 58    | Dernière actualisation : — |                                                                                      |                                                                                      |                                                                                      |                                                                                      |                                                                                      |                                                                                      |                                                                                      |                                                                                      |

### Lignes de Cilaos
| Ligne | Caractéristiques | Caractéristiques                                       | Caractéristiques                                       | Caractéristiques                                       | Caractéristiques                                                      | Caractéristiques                                       | Caractéristiques                                       | Caractéristiques                                       | Caractéristiques                                       |
| 60    | Cilaos — Ville ⥋ Saint-Louis — Gare | Cilaos — Ville ⥋ Saint-Louis — Gare                    | Cilaos — Ville ⥋ Saint-Louis — Gare                    | Cilaos — Ville ⥋ Saint-Louis — Gare                    | Cilaos — Ville ⥋ Saint-Louis — Gare                                   | Cilaos — Ville ⥋ Saint-Louis — Gare                    | Cilaos — Ville ⥋ Saint-Louis — Gare                    | Cilaos — Ville ⥋ Saint-Louis — Gare                    | Cilaos — Ville ⥋ Saint-Louis — Gare                    |
| ----- | --- | ------------------------------------------------------ | ------------------------------------------------------ | ------------------------------------------------------ | --------------------------------------------------------------------- | ------------------------------------------------------ | ------------------------------------------------------ | ------------------------------------------------------ | ------------------------------------------------------ |
| 60    | Ouverture / Fermeture — / — | Longueur —                                             | Durée 90/100 min                                       | Nb. d’arrêts 57                                        | Matériel Iveco Bus Crossway 10.8Irisbus Récréo II 10.6Isuzu Turquoise | Jours de fonctionnement L, Ma, Me, J, V, S, D          | Jour / Soir / Nuit / Fêtes O / N / N / O               | Voy. / an —                                            | Exploitant Mooland                                     |
| 60    | Desserte : - Villes et lieux desservis : Cilaos (Centre), RN5 - Route de Cilaos, Saint-Louis (La Rivière, La Palissade, centre-ville). - Gares desservies : |                                                        |                                                        |                                                        |                                                                       |                                                        |                                                        |                                                        |                                                        |
| 60    | Autre : - Arrêts non accessibles aux UFR : — - Amplitudes horaires : La ligne fonctionne du lundi au samedi de 4h55 à 18h30 et les dimanches et jours fériés de 5h30 à 17h35. - Particularités : - Date de dernière mise à jour : 18 mai 2019.                                                              |                                                        |                                                        |                                                        |                                                                       |                                                        |                                                        |                                                        |                                                        |
| 60    | Dernière actualisation : — |                                                        |                                                        |                                                        |                                                                       |                                                        |                                                        |                                                        |                                                        |
| 61    | Cilaos — Ville ⥋ Cilaos — Ilet à Calebasses | Cilaos — Ville ⥋ Cilaos — Ilet à Calebasses            | Cilaos — Ville ⥋ Cilaos — Ilet à Calebasses            | Cilaos — Ville ⥋ Cilaos — Ilet à Calebasses            | Cilaos — Ville ⥋ Cilaos — Ilet à Calebasses                           | Cilaos — Ville ⥋ Cilaos — Ilet à Calebasses            | Cilaos — Ville ⥋ Cilaos — Ilet à Calebasses            | Cilaos — Ville ⥋ Cilaos — Ilet à Calebasses            | Cilaos — Ville ⥋ Cilaos — Ilet à Calebasses            |
| 61    | Ouverture / Fermeture — / — | Longueur —                                             | Durée 50 min                                           | Nb. d’arrêts 34                                        | Matériel Mercedes-Benz TourinoIsuzu Turquoise                         | Jours de fonctionnement L, Ma, Me, J, V, S, D          | Jour / Soir / Nuit / Fêtes O / N / N / O               | Voy. / an —                                            | Exploitant Mooland                                     |
| 61    | Desserte : - Villes et lieux desservis : Cilaos (Centre, Palmiste Rouge, Ilet à Calebasses). - Gares desservies : |                                                        |                                                        |                                                        |                                                                       |                                                        |                                                        |                                                        |                                                        |
| 61    | Autre : - Arrêts non accessibles aux UFR : — - Amplitudes horaires : La ligne fonctionne du lundi au samedi de 4h40 à 18h40 et les dimanches et jours fériés de 5h40 à 18h20. - Particularités : Ligne en correspondance avec la 60 à l'arrêt Palmiste Rouge. - Date de dernière mise à jour : 18 mai 2019. |                                                        |                                                        |                                                        |                                                                       |                                                        |                                                        |                                                        |                                                        |
| 61    | Dernière actualisation : — |                                                        |                                                        |                                                        |                                                                       |                                                        |                                                        |                                                        |                                                        |
| 62    | Cilaos — Ville ⥋ Cilaos — Terre Fine via Ilet à Cordes | Cilaos — Ville ⥋ Cilaos — Terre Fine via Ilet à Cordes | Cilaos — Ville ⥋ Cilaos — Terre Fine via Ilet à Cordes | Cilaos — Ville ⥋ Cilaos — Terre Fine via Ilet à Cordes | Cilaos — Ville ⥋ Cilaos — Terre Fine via Ilet à Cordes                | Cilaos — Ville ⥋ Cilaos — Terre Fine via Ilet à Cordes | Cilaos — Ville ⥋ Cilaos — Terre Fine via Ilet à Cordes | Cilaos — Ville ⥋ Cilaos — Terre Fine via Ilet à Cordes | Cilaos — Ville ⥋ Cilaos — Terre Fine via Ilet à Cordes |
| 62    | Ouverture / Fermeture — / — | Longueur —                                             | Durée 40 min                                           | Nb. d’arrêts 22                                        | Matériel Mercedes-Benz SprinterIsuzu Turquoise                        | Jours de fonctionnement L, Ma, Me, J, V, S, D          | Jour / Soir / Nuit / Fêtes O / N / N / O               | Voy. / an —                                            | Exploitant Balaya                                      |
| 62    | Desserte : - Villes et lieux desservis : Cilaos (Centre, Ilet à Cordes). - Gares desservies : |                                                        |                                                        |                                                        |                                                                       |                                                        |                                                        |                                                        |                                                        |
| 62    | Autre : - Arrêts non accessibles aux UFR : — - Amplitudes horaires : La ligne fonctionne du lundi au samedi de 5h10 à 19h05 et les dimanches et jours fériés de 6h30 à 16h40. - Particularités : - Date de dernière mise à jour : 18 mai 2019.                                                              |                                                        |                                                        |                                                        |                                                                       |                                                        |                                                        |                                                        |                                                        |
| 62    | Dernière actualisation : — |                                                        |                                                        |                                                        |                                                                       |                                                        |                                                        |                                                        |                                                        |
| 63    | Cilaos — Ville ⥋ Cilaos — Gueule Rouge | Cilaos — Ville ⥋ Cilaos — Gueule Rouge                 | Cilaos — Ville ⥋ Cilaos — Gueule Rouge                 | Cilaos — Ville ⥋ Cilaos — Gueule Rouge                 | Cilaos — Ville ⥋ Cilaos — Gueule Rouge                                | Cilaos — Ville ⥋ Cilaos — Gueule Rouge                 | Cilaos — Ville ⥋ Cilaos — Gueule Rouge                 | Cilaos — Ville ⥋ Cilaos — Gueule Rouge                 | Cilaos — Ville ⥋ Cilaos — Gueule Rouge                 |
| 63    | Ouverture / Fermeture — / — | Longueur —                                             | Durée 35 min                                           | Nb. d’arrêts 29                                        | Matériel Irisbus Récréo II 10.6                                       | Jours de fonctionnement L, Ma, Me, J, V, S, D          | Jour / Soir / Nuit / Fêtes O / N / N / O               | Voy. / an —                                            | Exploitant Balaya                                      |
| 63    | Desserte : - Villes et lieux desservis : Cilaos (Centre, Bras Sec, Gueule Rouge). - Gares desservies : |                                                        |                                                        |                                                        |                                                                       |                                                        |                                                        |                                                        |                                                        |
| 63    | Autre : - Arrêts non accessibles aux UFR : — - Amplitudes horaires : La ligne fonctionne du lundi au samedi de 5h10 à 19h05 et les dimanches et jours fériés de 5h10 à 16h40. - Particularités : - Date de dernière mise à jour : 18 mai 2019.                                                              |                                                        |                                                        |                                                        |                                                                       |                                                        |                                                        |                                                        |                                                        |
| 63    | Dernière actualisation : — |                                                        |                                                        |                                                        |                                                                       |                                                        |                                                        |                                                        |                                                        |

### Lignes des Avirons
| Ligne | Caractéristiques | Caractéristiques                                       | Caractéristiques                                       | Caractéristiques                                       | Caractéristiques                                       | Caractéristiques                                       | Caractéristiques                                       | Caractéristiques                                       | Caractéristiques                                       |
| 85    | Les Avirons — Eglise ⥋ Les Avirons — Chemin Fond Creux | Les Avirons — Eglise ⥋ Les Avirons — Chemin Fond Creux | Les Avirons — Eglise ⥋ Les Avirons — Chemin Fond Creux | Les Avirons — Eglise ⥋ Les Avirons — Chemin Fond Creux | Les Avirons — Eglise ⥋ Les Avirons — Chemin Fond Creux | Les Avirons — Eglise ⥋ Les Avirons — Chemin Fond Creux | Les Avirons — Eglise ⥋ Les Avirons — Chemin Fond Creux | Les Avirons — Eglise ⥋ Les Avirons — Chemin Fond Creux | Les Avirons — Eglise ⥋ Les Avirons — Chemin Fond Creux |
| ----- | --- | ------------------------------------------------------ | ------------------------------------------------------ | ------------------------------------------------------ | ------------------------------------------------------ | ------------------------------------------------------ | ------------------------------------------------------ | ------------------------------------------------------ | ------------------------------------------------------ |
| 85    | Ouverture / Fermeture — / — | Longueur —                                             | Durée 46 min                                           | Nb. d’arrêts 44                                        | Matériel Mercedes-Benz Sprinter                        | Jours de fonctionnement L, Ma, Me, J, V, S, D          | Jour / Soir / Nuit / Fêtes O / N / N / O               | Voy. / an —                                            | Exploitant Mooland                                     |
| 85    | Desserte : - Villes et lieux desservis : Les Avirons (centre-ville, Tevelave). - Gares desservies : |                                                        |                                                        |                                                        |                                                        |                                                        |                                                        |                                                        |                                                        |
| 85    | Autre : - Arrêts non accessibles aux UFR : — - Amplitudes horaires : La ligne fonctionne du lundi au samedi de 5h45 à 17h55 et les dimanches et jours fériés de 6h20 à 18h05. - Particularités : - Date de dernière mise à jour : 18 mai 2019. |                                                        |                                                        |                                                        |                                                        |                                                        |                                                        |                                                        |                                                        |
| 85    | Dernière actualisation : — |                                                        |                                                        |                                                        |                                                        |                                                        |                                                        |                                                        |                                                        |
| 86    | L'Étang-Salé — Mairie ⥋ L'Étang-Salé — Les Bains | L'Étang-Salé — Mairie ⥋ L'Étang-Salé — Les Bains       | L'Étang-Salé — Mairie ⥋ L'Étang-Salé — Les Bains       | L'Étang-Salé — Mairie ⥋ L'Étang-Salé — Les Bains       | L'Étang-Salé — Mairie ⥋ L'Étang-Salé — Les Bains       | L'Étang-Salé — Mairie ⥋ L'Étang-Salé — Les Bains       | L'Étang-Salé — Mairie ⥋ L'Étang-Salé — Les Bains       | L'Étang-Salé — Mairie ⥋ L'Étang-Salé — Les Bains       | L'Étang-Salé — Mairie ⥋ L'Étang-Salé — Les Bains       |
| 86    | Ouverture / Fermeture — / — | Longueur —                                             | Durée 40 min                                           | Nb. d’arrêts 36                                        | Matériel Mercedes-Benz Sprinter                        | Jours de fonctionnement L, Ma, Me, J, V, S, D          | Jour / Soir / Nuit / Fêtes O / N / N / O               | Voy. / an —                                            | Exploitant Charles Express                             |
| 86    | Desserte : - Villes et lieux desservis : L'Étang-Salé (centre-ville, Ravine Sèche), Les Avirons (centre-ville, Chemin Pavé), L'Étang-Salé (Les Bains). - Gares desservies :                                                                    |                                                        |                                                        |                                                        |                                                        |                                                        |                                                        |                                                        |                                                        |
| 86    | Autre : - Arrêts non accessibles aux UFR : — - Amplitudes horaires : La ligne fonctionne du lundi au samedi de 6h30 à 18h15 et les dimanches et jours fériés de 6h30 à 17h40. - Particularités : - Date de dernière mise à jour : 18 mai 2019. |                                                        |                                                        |                                                        |                                                        |                                                        |                                                        |                                                        |                                                        |
| 86    | Dernière actualisation : — |                                                        |                                                        |                                                        |                                                        |                                                        |                                                        |                                                        |                                                        |
| 87    | Les Avirons — Eglise ⥋ Les Avirons — Chemin Bellecombe | Les Avirons — Eglise ⥋ Les Avirons — Chemin Bellecombe | Les Avirons — Eglise ⥋ Les Avirons — Chemin Bellecombe | Les Avirons — Eglise ⥋ Les Avirons — Chemin Bellecombe | Les Avirons — Eglise ⥋ Les Avirons — Chemin Bellecombe | Les Avirons — Eglise ⥋ Les Avirons — Chemin Bellecombe | Les Avirons — Eglise ⥋ Les Avirons — Chemin Bellecombe | Les Avirons — Eglise ⥋ Les Avirons — Chemin Bellecombe | Les Avirons — Eglise ⥋ Les Avirons — Chemin Bellecombe |
| 87    | Ouverture / Fermeture — / — | Longueur —                                             | Durée 13 min                                           | Nb. d’arrêts 18                                        | Matériel Mercedes-Benz Sprinter                        | Jours de fonctionnement L, Ma, Me, J, V, S             | Jour / Soir / Nuit / Fêtes O / N / N / N               | Voy. / an —                                            | Exploitant Mooland                                     |
| 87    | Desserte : - Villes et lieux desservis : Les Avirons (centre-ville, Les Bananes, Bellecombe). - Gares desservies : |                                                        |                                                        |                                                        |                                                        |                                                        |                                                        |                                                        |                                                        |
| 87    | Autre : - Arrêts non accessibles aux UFR : — - Amplitudes horaires : La ligne fonctionne du lundi au samedi de 5h45 à 18h30. - Particularités : - Date de dernière mise à jour : 18 mai 2019.                                                  |                                                        |                                                        |                                                        |                                                        |                                                        |                                                        |                                                        |                                                        |
| 87    | Dernière actualisation : — |                                                        |                                                        |                                                        |                                                        |                                                        |                                                        |                                                        |                                                        |
| 88    | Les Avirons — Eglise ⥋ Les Avirons — La Serre Bras Sec | Les Avirons — Eglise ⥋ Les Avirons — La Serre Bras Sec | Les Avirons — Eglise ⥋ Les Avirons — La Serre Bras Sec | Les Avirons — Eglise ⥋ Les Avirons — La Serre Bras Sec | Les Avirons — Eglise ⥋ Les Avirons — La Serre Bras Sec | Les Avirons — Eglise ⥋ Les Avirons — La Serre Bras Sec | Les Avirons — Eglise ⥋ Les Avirons — La Serre Bras Sec | Les Avirons — Eglise ⥋ Les Avirons — La Serre Bras Sec | Les Avirons — Eglise ⥋ Les Avirons — La Serre Bras Sec |
| 88    | Ouverture / Fermeture — / — | Longueur —                                             | Durée 30 min                                           | Nb. d’arrêts 39                                        | Matériel Mercedes-Benz Sprinter                        | Jours de fonctionnement L, Ma, Me, J, V, S, D          | Jour / Soir / Nuit / Fêtes O / N / N / O               | Voy. / an —                                            | Exploitant Mooland                                     |
| 88    | Desserte : - Villes et lieux desservis : Les Avirons (centre-ville, Les Bananes, Tevelave). - Gares desservies : |                                                        |                                                        |                                                        |                                                        |                                                        |                                                        |                                                        |                                                        |
| 88    | Autre : - Arrêts non accessibles aux UFR : — - Amplitudes horaires : La ligne fonctionne du lundi au samedi de 5h10 à 18h45 et les dimanches et jours fériés de 7h10 à 17h45. - Particularités : - Date de dernière mise à jour : 18 mai 2019. |                                                        |                                                        |                                                        |                                                        |                                                        |                                                        |                                                        |                                                        |
| 88    | Dernière actualisation : — |                                                        |                                                        |                                                        |                                                        |                                                        |                                                        |                                                        |                                                        |
| 89    | Les Avirons — Eglise ⥋ L'Étang-Salé — Mairie | Les Avirons — Eglise ⥋ L'Étang-Salé — Mairie           | Les Avirons — Eglise ⥋ L'Étang-Salé — Mairie           | Les Avirons — Eglise ⥋ L'Étang-Salé — Mairie           | Les Avirons — Eglise ⥋ L'Étang-Salé — Mairie           | Les Avirons — Eglise ⥋ L'Étang-Salé — Mairie           | Les Avirons — Eglise ⥋ L'Étang-Salé — Mairie           | Les Avirons — Eglise ⥋ L'Étang-Salé — Mairie           | Les Avirons — Eglise ⥋ L'Étang-Salé — Mairie           |
| 89    | Ouverture / Fermeture — / — | Longueur —                                             | Durée 40 min                                           | Nb. d’arrêts 44                                        | Matériel Mercedes-Benz Sprinter                        | Jours de fonctionnement L, Ma, Me, J, V, S, D          | Jour / Soir / Nuit / Fêtes O / N / N / O               | Voy. / an —                                            | Exploitant Mooland                                     |
| 89    | Desserte : - Villes et lieux desservis : Les Avirons (centre-ville, Bras Sec), L'Étang-Salé (Les Hauts). - Gares desservies : |                                                        |                                                        |                                                        |                                                        |                                                        |                                                        |                                                        |                                                        |
| 89    | Autre : - Arrêts non accessibles aux UFR : — - Amplitudes horaires : La ligne fonctionne du lundi au samedi de 5h45 à 18h30 et les dimanches et jours fériés de 6h50 à 17h15. - Particularités : - Date de dernière mise à jour : 18 mai 2019. |                                                        |                                                        |                                                        |                                                        |                                                        |                                                        |                                                        |                                                        |
| 89    | Dernière actualisation : — |                                                        |                                                        |                                                        |                                                        |                                                        |                                                        |                                                        |                                                        |

## Matériel roulant

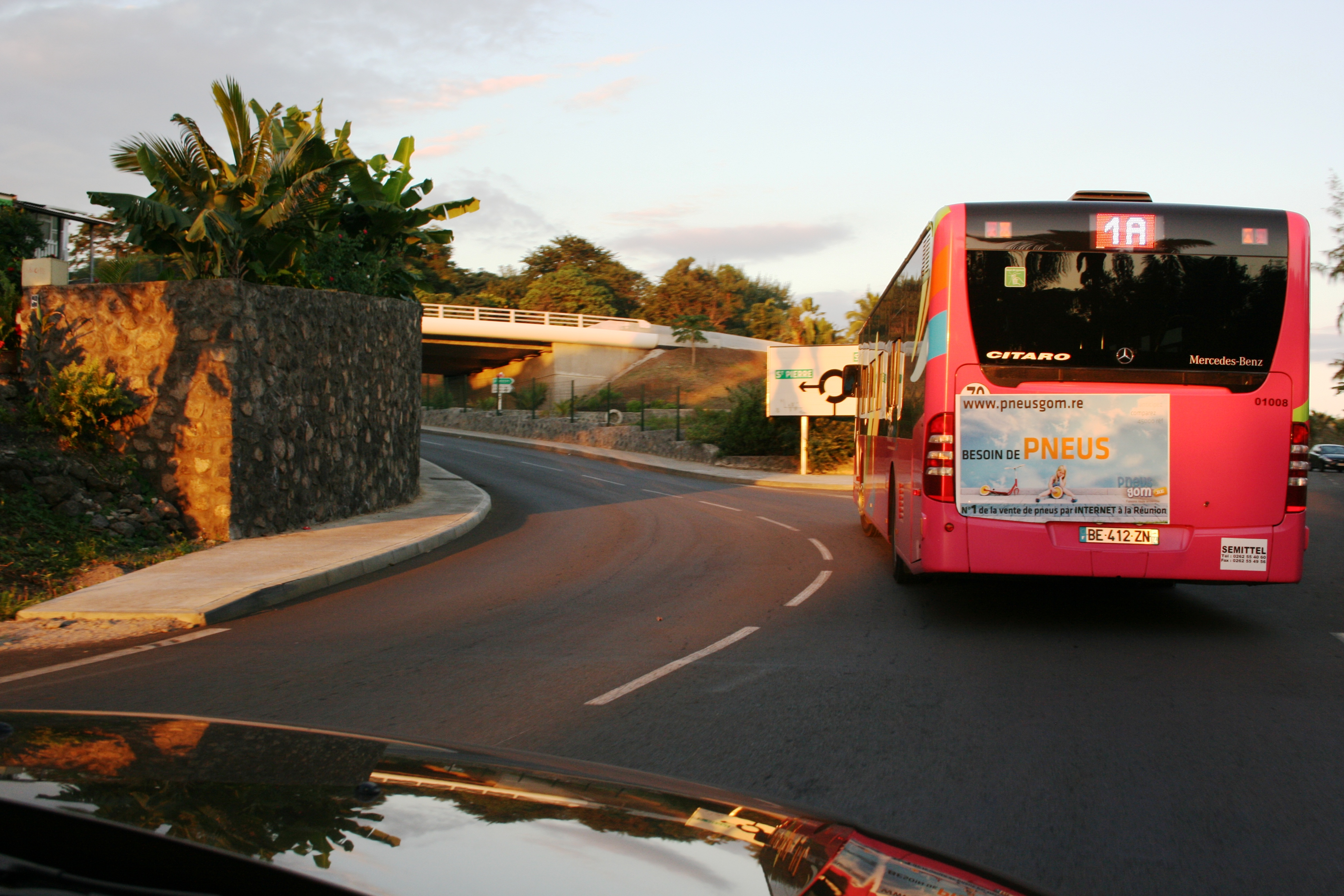
Vue d'un autobus Alternéo à Grands Bois, sur le territoire de la commune de Saint-Pierre.

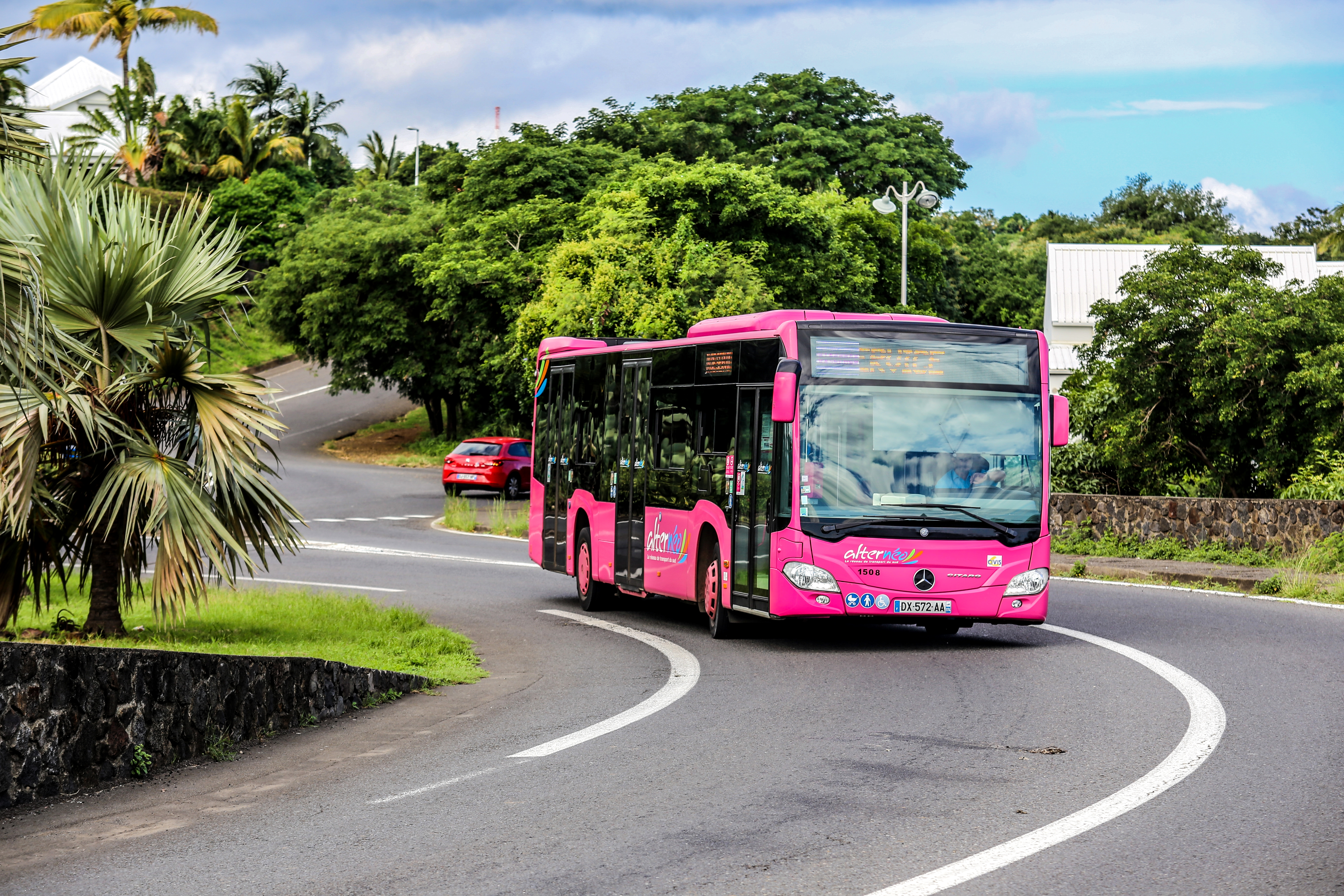
Photo d'un Mercedes-Benz C2 Alternéo

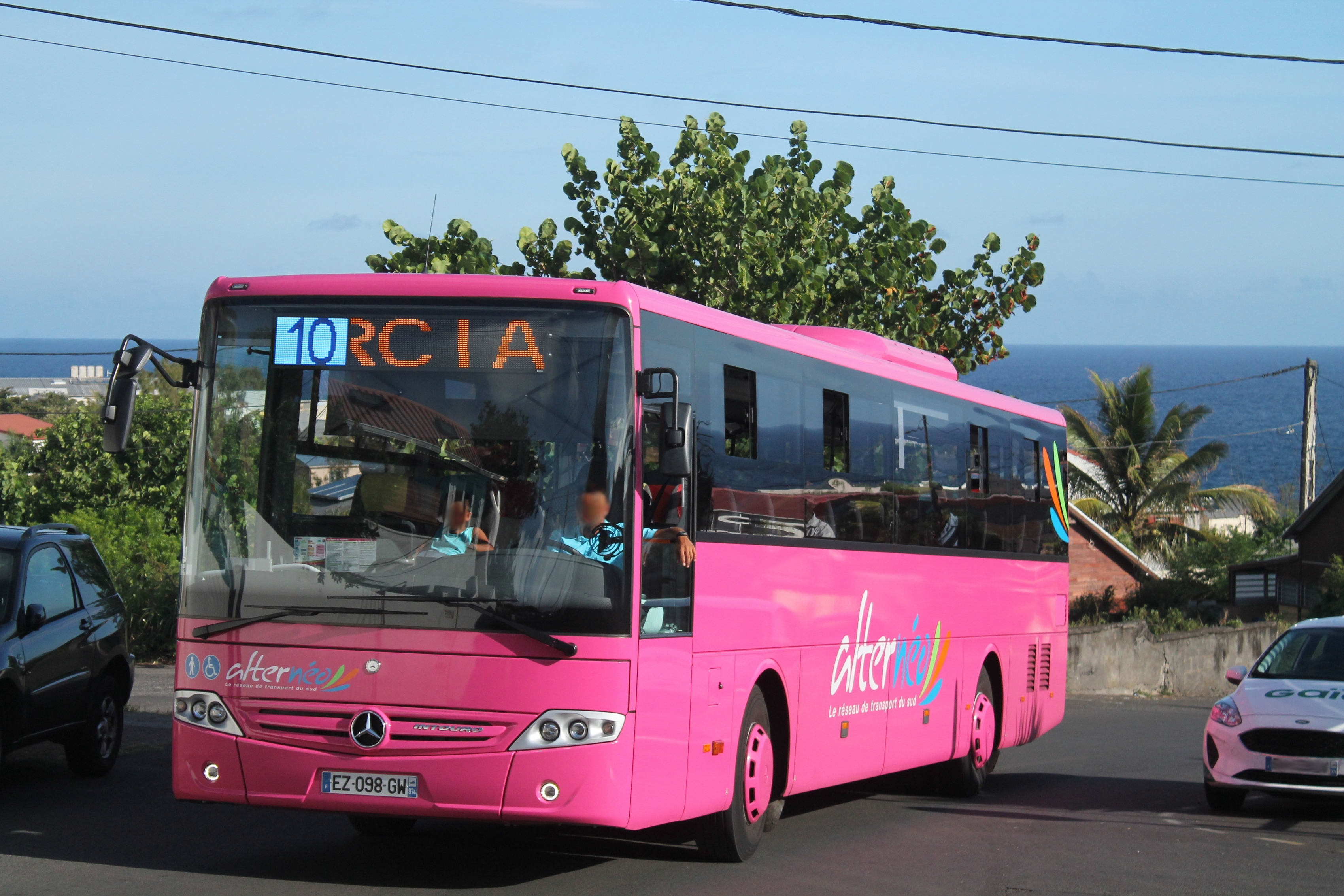
Photo d'un Mercedes-Benz Intouro Alternéo

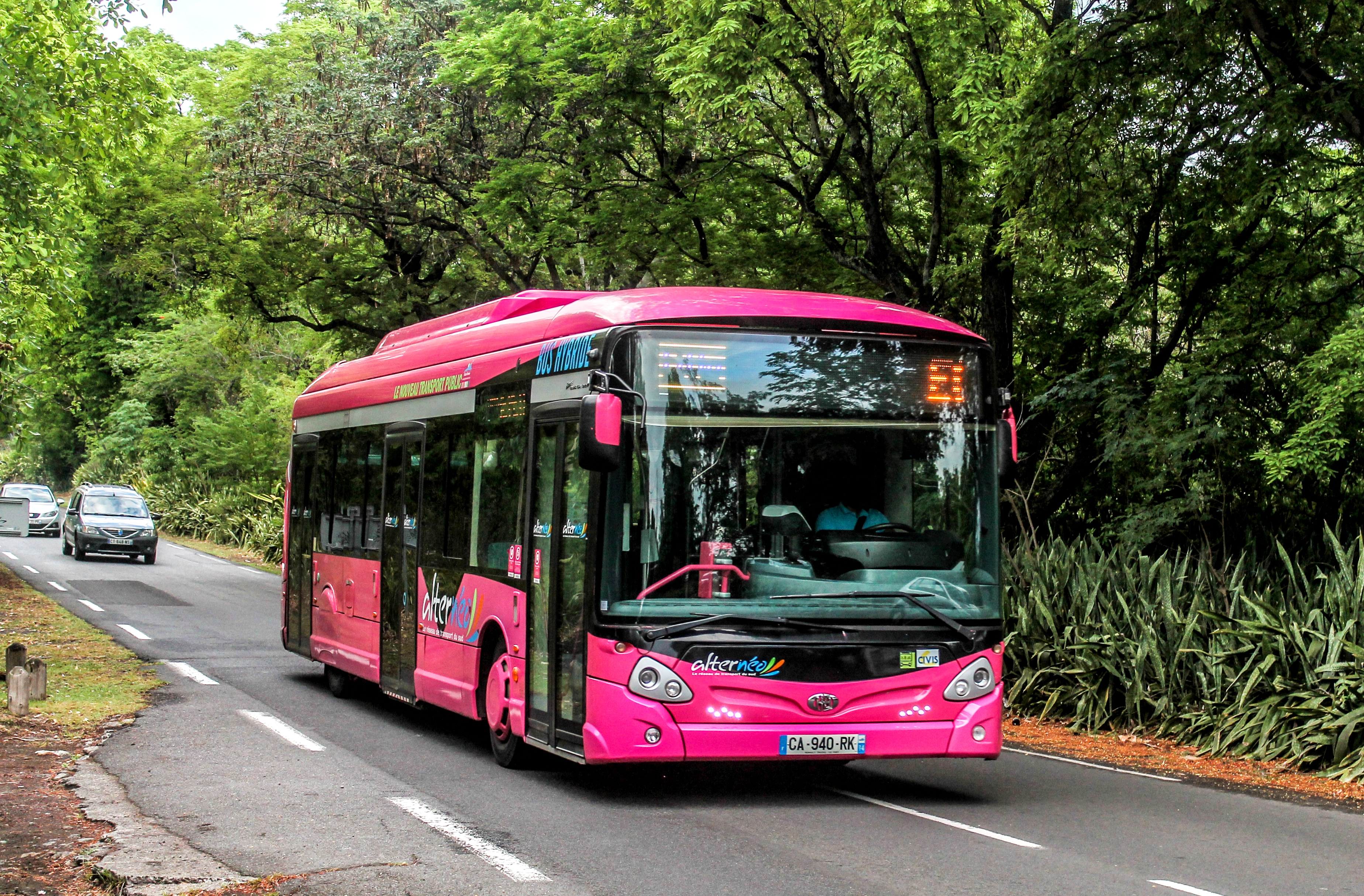
Photo d'un Heuliez GX 327 Hybrid Alternéo

| Modèle                          | Nombre | Année d'arrivée                    | Commentaire              | Affectations                                                                         |
| ------------------------------- | ------ | ---------------------------------- | ------------------------ | ------------------------------------------------------------------------------------ |
| Mercedes-Benz Citaro Facelift   | 27     | 2009, 2010, 2012, 2013             | -                        | Litto 1 2 3 4 7 11 13 13A 21 22 26                                                   |
| Heuliez GX 327 Hybrid           | 9      | 2012                               | Réserve/Renfort scolaire | 3 4                                                                                  |
| Mercedes-Benz C2                | 20     | 2014, 2015, 2019                   | -                        | Litto 1 2 3 4 11 21 22 26                                                            |
| Mercedes-Benz Intouro           | 3      | 2018                               | -                        | Litto 5 10 1113A15                                                                   |
| Mercedes-Benz Citaro Facelift K | 17     | 2012, 2013                         | -                        | 7 10 11 13 13A 23 24 25 26 30                                                        |
| Irisbus Récréo II 10.6          | 9      | 2009, 2010, 2012, 2013             | -                        | 5 10 12 15 25 30 60                                                                  |
| Iveco Bus Crossway 10.8         | 3      | 2018                               | -                        | 15 60                                                                                |
| Mercedes-Benz Sprinter          | 31     | 2011, 2012, 2013, 2014, 2017, 2018 | -                        | 6 7 8 9 28 29 31 32 33 41 42 43 44 45 51 52 53 54 55 57 58 62 85 86 87 88 89 KV1 KV2 |
| Bluebus 22                      | 14     | 2011, 2012, 2016                   | -                        | KV1 KV2 KSL                                                                          |
| Renault Trafic III              | 5      | 2018                               | -                        | 8 9 27 TAD                                                                           |
| Isuzu Turquoise                 | 5      | 2019                               | -                        | 32 62 60                                                                             |

## Tarification
Le ticket de base permettant de naviguer une heure dans un bus du réseau s'achète 2 € à bord, et 1,70 € dans les points de ventes fixes. Par carnet de dix coûtent 12,30 €, le ticket revient à 1,23 €. Et pour les enfants de moins de 4 ans c'est gratuit.
Plusieurs formules d'abonnement permettent de rendre accessible à tous le transport collectif.
Avec le Pass'Jour voyagez en toute liberté pendant une journée à 5,60 €.
Abonnement mensuel à 39 €
Abonnement annuel à 278 €
Abonnement jeunes -18 ans & étudiant. Validité mensuelle à 5 €, trimestrielle à 10 €, annuelle à 30 €
Carte senior gratuite, disponible selon critères.
La carte de libre circulation est valable sur les réseaux Car jaune, Citalis, Réseau Estival, CarSud et Kar'Ouest.

## Évolution du réseau
Depuis le 1er janvier 2010, Alterno remplace Bus Fleuri. Les bus prennent une livrée rose, le service général n'est pas modifié (lignes, tarifs, etc.) et de nouveaux services seront proposés aux usagers.
Le 20 janvier 2012, la Semittel accueille 42 nouveaux bus sur son réseau de transport en commun. Cette acquisition entre dans le projet du Trans Eco Express.
Février 2018, mise en place de la nouvelle billettique sans contact Pass’nGo qui a mis un terme à l'utilisation des tickets papier. Les cartes sont rechargeables aux bornes présentes à cet effet au Pôle d'échanges Marché Couvert de Saint-Pierre et la Gare routière de Saint-Louis. Une e-boutique permettra aux usagers de recharger leur carte directement sur internet.

## Mode de gestion
Le réseau est géré dans le cadre d'une DSP renouvelée le 1er janvier 2018 avec le groupement CINEO composé des sociétés SEMITTEL, TRANSDEV OUTRE MER, TRANSPORT MOOLAND et CHARLES EXPRESS.